# Mouvance nationaliste-révolutionnaire
Pour les articles homonymes, voir NR.
Ne doit pas être confondu avec Nationalisme révolutionnaire (terme).
Vous pouvez aider à l'améliorer ou bien discuter des problèmes sur sa page de discussion.
- Il peut contenir un travail inédit ou des déclarations non vérifiées. Vous pouvez l’améliorer en ajoutant des références. (Marqué depuis avril 2023)

Vous pouvez aider à l'améliorer ou bien discuter des problèmes sur sa page de discussion.
- Il n'a pas de sujet précis, ce que le premier principe fondateur de Wikipédia exige. (Marqué depuis avril 2023)
- Il doit être recyclé. La réorganisation et la clarification du contenu sont nécessaires. (Marqué depuis avril 2023)

La mouvance nationaliste-révolutionnaire, parfois appelée nationalisme-révolutionnaire est une idéologie et  un ensemble d'organisations d'ultradroite. Elle constitue une nébuleuse formée de nationalismes fortement distincts du nationalisme traditionnel, au sens où ils sont plus impliqués sur la question sociale, impliqué géopolitiquement. Les références politiques sont multiples et parfois sélectives, fortement caractérisés par l'éclectisme. On parle alors de mouvance nationale-révolutionnaire, de nationalisme-révolutionnaire ou de NR.
Généralement, le terme regroupe des mouvements dit de « troisième voie », nationalistes.
Les mouvements nationalistes révolutionnaires se caractérisent par leurs positions communes et non par leurs antagonismes internes, ni par leur positionnement sur l'échiquier politique, ils sont avant tout syncrétiques idéologiquement.

## Appellation et origine
Le terme national-révolutionnaire (Nationalrevolutionäre) apparaît en Allemagne dans les années 1920 tandis que le terme nationalisme-revolutionnaire apparaît en France en 1940.

## Dénominateurs communs
Le terme de nationalisme révolutionnaire désigne globalement une forme de nationalisme populiste et socialisant avec un identitarisme lié à l'idée de localisme, de protectionnisme, d'autosuffisance, l'antisionisme, l'opposition à la mondialisation, de protection des traditions et coutumes et met également l'accent sur l'idée de préserver le concept d'État-nation comme antidote à l'avant-poste mondialiste, afin de garantir dans tous les pays le maximum de bien-être social de la population et le respect absolu de l'intégrité de l'environnement.
Les partisans des nationalismes-révolutionnaires voient dans le libéralisme, le matérialisme, la société de consommation, l'immigration massive et la mondialisation les causes principales du déclin social de la nation et de l'identité culturelle, ils rejettent le capitalisme, le conservatisme classique, le social-libéralisme, le marxisme orthodoxe et plus globalement mettent l'accent sur la Troisième voie.
Les idées principales communes sont :
- Le social-nationalisme à variante populiste[2],[4],[5],[6].
- La défense de l'État-nation ou la fondation d'un nouveau[7].
- Le communautarisme : la nation est basée sur un destin partagé, ce qui s'oppose à l'individualisme.
- Le rejet de ce qui peut être perçu comme des dérives sociétales de la modernité.
- Application du socialisme propre dans la patrie.
- Le rejet de tout ce qui représente ou soutien l'internationalisme (OTAN, ploutocratie supposée, Forum économique mondial, centrisme, délocalisation.)
- L'ethno-différentialisme[8],[9] en tant que défense des identités ethno-culturelles sur une terre ancestrale.
- La protection de la culture, de la religion et des traditions du pays.
- La révolution comme leitmotiv avant-gardiste sociale de son idéologie[7],[10].

Les positions ethno-différentialistes génèrent parmi ces mouvements beaucoup de sympathie pour les régimes populistes ibéro-américains, le nationalisme palestinien, les régimes tels que le péronisme argentin, le sandinisme nicaraguéen, le nassérisme égyptien, le Baasisme syrien, mais également un attrait particulier les groupes armés chiites (Hezbollah, Hachd al-Chaabi, Houthis, Axe de la résistance) contre Israël, les États-Unis et l'Arabie saoudite pour des motifs antisionistes et anti-américains, la motivation pourrait toutefois être plutôt stratégique.

## Formes de courants nationaux-révolutionnaires
La mouvance nationale-révolutionnaire est fortement diversifiée et est également constituée de plusieurs sous-groupes.
Les différentes tendances peuvent être issues de plusieurs facteurs, l'apparition de formes basées sur les mêmes principes, une évolution idéologique au fil des années et de nouvelles références idéologiques se greffant, des scissions, une rupture avec les théoriciens d'origine pour animer une nouvelle forme.
Les différents courants par pays pouvant être identifiés comme nationaux-révolutionnaires sont :
- Les nationalrevolutionäre allemands : mouvance de la Révolution conservatrice issue d'un "fusionnement" idéologique de la droite nationaliste allemande et de la gauche radicale radicalement anti-occidental, protectionniste, völkisch et germaniste. La mouvance de la première génération a été décimée sous le Troisième Reich en 1937 tandis que la seconde est apparue dans les années 1960.
- Le solidarisme - tercérisme français : courant nationaliste français rejetant le condominium américano-soviétique pendant la guerre froide, il prône la défense des petits commerçants, des travailleurs, l'indépendance politique, le protectionnisme, le personnalisme, l'opposition à l'immigration et le non-alignement international.
- Le courant Minzokuha japonais : mouvement nationaliste qui défend un nationalisme intégral japonais, pan-asiatique qui rejette la présence de troupes américaines au Japon ainsi que l'expansionnisme chinois. Généralement classé à droite, il rejette toutefois la catégorisation[12]. Ce mouvement idéologique n'est pas anti-coréen contrairement à d'autres mouvances japonaises.
- Le mouvement Ulusalcılık : le mouvement ulusalcılık est un courant de gauche nationaliste turc laïc, socialiste et kémaliste[13]. Le mouvement ulusalcı sympathise avec le protectionnisme. Le mouvement est étatiste, rejette fortement l'immigration et est pan-turciste.

## Description
Les mouvements nationalistes-révolutionnaires étant par essence éclectiques, ils ne peuvent être décrits comme un seul bloc mais plutôt comme une nébuleuse à part entière.
Selon divers experts politologues, la définition de nationalisme-révolutionnaire diverge, cela en partie dû à l'histoire de ces mouvements selon les pays :
Selon Nicolas Lebourg, spécialiste de l'extrême droite française :

« Les NR, mêlant dès lors la propagande maoïste à celle de la Révolution Conservatrice allemande, se présentent tels les « Nouveaux Résistants » en lutte contre ce « Système », un « totalitarisme » libéral qui voudrait imposer son matérialisme cosmopolite grâce à ses « collabos » qui favoriseraient l’immigration. Celle-ci ne serait qu’une « arme capitaliste » pour détruire les fondements ethno-culturels des peuples et en faire des consommateurs standardisés. »

Toujours selon Nicolas Lebourg, le mouvement nationaliste révolutionnaire est tributaire de la pensée néo-fasciste, surtout en ce qui concerne la place de la civilisation. Il analyse un basculement sémantique :

« Les nouveaux nationalistes ne veulent pas plus défendre l’Occident que l’Hexagone : ce sont en fait les concepts de Sonderweg et de Schicksalsgemeinschaft qui ont été déplacés de l’Allemagne sur l’Europe, et c’est la palingénésie de celle-ci qui est leur horizon d’attente. »

Lebourg note également que ces mouvements peuvent avoir des filiations évidentes avec le national-syndicalisme, le socialisme à caractéristiques nationales, le solidarisme et le national-bolchévisme.
Au contraire, pour le sociologue culturel allemand Thomas Wagner, celui-ci atteste de la tendance du mouvement national-révolutionnaire allemand et de la Nouvelle Droite en Allemagne se dirige vers le Nationalisme de gauche. L'étude de Wagner sur la littérature de la Nouvelle droite allemande a constitué la base de son œuvre de 2017, Die Angstmacher : 1968 und die Neuerechte.
Le Mémorial de la Résistance allemande note que les nationaux-révolutionnaires allemands étaient de farouches opposants aux nationaux-socialistes, et qu'ils ont tentés de former un mouvement de résistance anti-hitlérien dès 1933 :

« Après l'arrivée au pouvoir des nationaux-socialistes, Widerstand est devenue le point de ralliement de l'opposition nationale-révolutionnaire à Hitler, dont le chef spirituel était Niekisch. La tentative de formation d'un front anti-hitlérien national-révolutionnaire par des contacts avec Römer et l'officier de la Reichswehr Scheringer, passé au KPD, n'a pas abouti. »

Richard Stöss note que le mouvement national-révolutionnaire allemand est à l'origine du concept d'ethnopluralisme et, par postérité, de celui d'Identitarisme.

## Alliances idéologiques

### Nationalisme arabe
Après la Seconde Guerre mondiale, des groupes comme le Mouvement social européen et le Nouvel ordre européen, en recherche d'une modernité politique et d'une rupture avec les idéologies fascistes traditionnelles, s'intéressent au nationalisme arabe, considérant le nassérisme et le baasisme comme des formes contemporaines de fascisme.
Lorsque éclata la Guerre civile syrienne, les mouvements nationalistes-révolutionnaires, toutes tendances confondues du monde, soutiennent à l'unanimité le régime baathiste de Bachar el-Assad,,,,,,. Cependant, lors de la Guerre du Liban, de nombreux mouvements nationalistes-révolutionnaires comme le Groupe Action Jeunesse et le Groupe Union Défense soutinrent les Phalangistes libanais opposées au Parti Baas. Plusieurs membres de ces mouvements partirent même combattre au Liban aux côtés des phalangistes,,.
François Duprat interagit notamment avec le Parti social nationaliste syrien et constitue des organisations comme le Centre d’études et de documentation des problèmes du Proche Orient. Jeune Europe, fondé par Jean Thiriart, a également cherché des alliances avec des nationalistes arabes, notamment pour soutenir la lutte contre Israël et promouvoir une unification européenne avec le monde arabe. Ces connexions sont cependant souvent plus symboliques que substantielles, souvent exagérées et mythifiées. Malgré des contacts sporadiques, les tentatives de construire des ponts significatifs avec les nationalistes arabes n’ont pas toujours abouti à des collaborations profondes ou durables.

### Islamisme
Dans les années 1970 et 1980, les groupes NR français montrent un intérêt pour la Révolution iranienne et l'islamisme comme symboles de résistance anti-impérialiste et anti-matérialiste. Cette fascination initiale s'accompagne d'une admiration pour les régimes islamistes perçus comme des alliés dans la lutte contre l'Occident. Cependant, cette position évolue avec le temps. Dans les années 1990, des divergences internes émergent, notamment à cause de l'échec de cette thématique à mobiliser une adhésion significative. Des mouvements comme Nouvelle résistance commencent à promouvoir un discours islamophobe, et cette évolution conduit à une radicalisation et une islamophobie croissante au sein de l'extrême droite. Au fil du temps, des figures comme Christian Bouchet révisent leurs positions, adoptant un discours post-islamiste tout en continuant à critiquer la théorie du choc des civilisations.

## Nationalisme-révolutionnaire par pays

### Allemagne

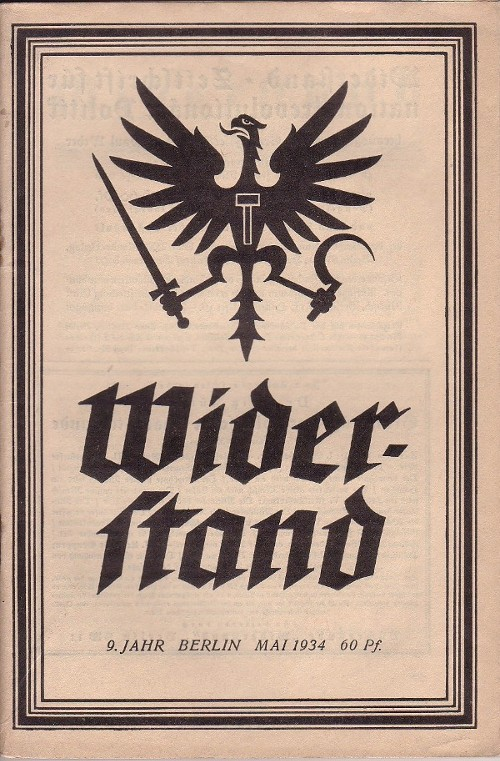
Couverture de Widerstand (mai 1934), revue idéologique nationale-révolutionnaire d'Ernst Niekisch.

Le nationalisme révolutionnaire est l'un des principaux courants de la Révolution conservatrice allemande, d'après la typologie que lui a donné Armin Mohler. C'est alors un courant néo-nationaliste, sans attache pour la Monarchie whilelmienne.
C'est dans l'Allemagne de Weimar, alors que les théories de la Konservative Revolution (expression popularisée par Hugo von Hofmannsthal) sont remarquées. La révolution conservatrice avait cinq courants, le troisième courant était celui des "nationaux-révolutionnaires" (Nationalrevolutionäre) apparaît, ce courant dont les principaux théoriciens sont Ernst Niekisch, Ernst Jünger, Franz Schauwecker ou Werner Beumelburg, Karl Otto Paetel dont on a dit qu'ils étaient les « gens de gauche de la droite » (Linke Leute von rechts). Il y a d'autres auteurs et théoriciens qu'Armin Mohler considère comme proches des nationaux-révolutionnaires mais qui n'en faisait pas totalement partie, comme Friedrich Hielscher.
En revenant du Baltikum, Ernst von Salomon déclare : «Nous voulions sauver les citoyens, nous avons sauvé les bourgeois». Désormais, le nationalisme ne pourra qu'être révolutionnaire, au sens d'un bouleversement total de la société allemande. Ce tournant est radical. C'est la raison pour laquelle certains les appelleront les « gens de gauche de la droite » (« Linke Leute von rechts »)

Logo du Groupe des nationalistes sociaux-révolutionnaires.

Pour eux, la « nation » est le Volk rassemblé et « mis en mouvement » par la guerre. Les nationaux-révolutionnaires acceptent le progrès technique, non parce qu'ils cèdent à « la dangereuse tentation de l'admirer », mais parce qu'ils veulent « le dominer, et rien de plus ». Il s'agit pour eux, dit l'un de leurs chefs de file, Franz Schauwecker, d'en « finir avec le temps linéaire ». Vivant dans l'interregnum, ils considèrent que le temps du nihilisme positif est venu. Leur élan révolutionnaire et leur formation prussienne se conjuguent pour soutenir leur volonté de détruire l'« ordre bourgeois » ; leur « nationalisme soldatique » ne fait plus qu'un avec le « socialisme des camarades ». Un sentiment tragique aigu de l'histoire et de la vie constitue la toile de fond, sombre et lumineuse à la fois, de leur aventure révolutionnaire.
Les représentants du Mouvement national-révolutionnaire étaient généralement plus jeunes et fortement influencés par les expériences du front de la Première Guerre mondiale et la défaite de 1918. La « volonté révolutionnaire » est la plus prononcée parmi eux. En revanche, l'élément conservateur recule à l'arrière-plan. De tous les groupes, ils étaient les plus disposés à accepter le progrès et la technologie pour atteindre leurs objectifs, mais pas comme des objectifs en eux-mêmes. Franz Schauwecker écrit en 1931 :

« Parce que ce temps ne vaut que la peine d'être détruit. Mais pour les détruire, il faut d'abord les connaître. […] Il fallait maîtriser complètement la technique en la façonnant dans les moindres détails. […] L'admiration de l'appareil, c'était ça le dangereux. Il ne méritait aucune admiration, il fallait juste qu'il soit utilisé. »

Ils défendaient une forme ultra-nationaliste de socialisme qui prenait ses racines à la fois dans l'extrémisme völkisch et le Kulturpessimismus nihiliste , rejetant toute influence occidentale sur la société allemande : libéralisme et démocratie, capitalisme et marxisme, bourgeoisie et prolétariat, humanisme. Ils ont rejeté le communisme comme un simple idéalisme, beaucoup d'entre eux ont montré leur dépendance à une certaine terminologie marxiste dans leurs écrits.
Ils sont le seul groupe avec une forte affinité pour les questions sociales et le socialisme. Ils ont rejeté une division dans les schémas habituels de "droite et gauche". De leur point de vue, un ordre non-capitaliste est souhaitable, mais ne peut être créé que sur la base de la nation.
Niekisch pensait que l'idée de l'État avait été trahie à la fois par les élites conservatrices et la bourgeoisie libérale et c'est pourquoi il a confié au prolétariat la tâche de construire le véritable État allemand. Dans son ouvrage L'espace politique de la résistance allemande, il écrit :

« L'asservissement de l'Allemagne et le pillage tributaire de son peuple. Une politique allemande qui se veut juste envers les besoins vitaux de son peuple ne peut être qu'anti-bourgeoise, anticapitaliste et anti-occidentale ; Sinon, nous resterons toujours entre les mains de la France. »

Il croyait aussi à la nécessité d'une alliance germano-soviétique contre l'« Occident décadent » et le traité de Versailles.
Pour Ernst Niekisch :

« Être occidentaliste cela signifie : partir de la duperie avec cette formule creuse de "liberté", conduire des crimes en professant l'humanité et abattre les peuples en appelant à la réconciliation des peuples. »

Jünger a soutenu l'émergence d'une jeune élite intellectuelle qui sortirait des tranchées de la Première Guerre mondiale, prête à s'opposer au capitalisme bourgeois et à incarner un nouvel esprit révolutionnaire nationaliste. Dans les années 1920, il écrit plus de 130 articles dans diverses revues nationalistes, principalement dans Die Standarte ou, moins fréquemment, dans Widerstand, la publication nationale-révolutionnaire d'Ernst Niekisch. Cependant, comme l'a souligné Dupeux, Jünger a voulu utiliser le nationalisme comme un « explosif » et non comme un « absolu », pour finalement laisser le nouvel ordre surgir de lui-même.
Loin de la préoccupation pessimisme culturel des "jeunes conservateurs", les nationaux-révolutionnaires prônaient l'acceptation totale de la technique moderne et approuvaient l'utilisation de tout phénomène moderne qui pourrait les aider à surmonter la modernité - comme la propagande ou les organisations de masse - et parvenir finalement à un nouvel ordre politique,.
À l'échelle géopolitique, les théoriciens du mouvement ont adopté une vision du monde (Weltanschauung) où les nations abandonneraient les normes morales dans leurs relations les unes avec les autres, uniquement guidées par leur intérêt naturel.
L'entrée de l'Allemagne dans la Société des Nations en 1926 participe à la radicalisation de l'aile révolutionnaire du mouvement à la fin des années 1920. L'événement a été considéré comme un "signe d'une orientation occidentale" dans un pays que les révolutionnaires-conservateurs avaient conçu comme le futur Reich der europäischen Mitte ("Empire d'Europe centrale").
Niekisch acceptera l'utilisation de "peuples prolétaires". Le nationalisme de Niekisch et des nationaux-révolutionnaires allemands de l'époque était un nationalisme de libération et proposait la destruction du traité de Versailles et de la Société des Nations. Joseph E. Drexel (de) s'occupe des caricatures du journal Widerstand. Niekisch, qui est membre du Vieux parti social-démocrate, a commencé à influencer le parti, passant de l'aile modérée de la social-démocratie allemande à une position idéologique « nationaliste prolétarienne » (contrairement au SPD « internationaliste » et « anti-État »), Ernst Niekisch rédacteur en chef de Volkstaat (le journal du parti), dont l'influence au sein du parti grandit, fut l'architecte de ce processus.
En 1929, un accord a été conclu entre le politicien et écrivain Ernst Niekisch et les dirigeants de divers groupes nationaux radicaux sur une "Action des Jeunes" souhaitée. Ce rassemblement, prévu pour le printemps 1930, était destiné à être une puissante protestation contre le soi-disant "Plan Jeune" - un plan de paiement qui réglementait les paiements de réparations de l'Allemagne. Des drapeaux noirs devraient être affichés partout comme moyen d'exprimer la protestation. Ils n'ont probablement joué un rôle important qu'à Göttingen, car dans d'autres endroits, les manifestations pourraient déjà être arrêtées au début par une action policière intense. On sait cependant qu'un morceau de tissu noir, d'environ 6 mètres de long et tiré d'un drapeau du Reich, a été présenté lors des rassemblements à Göttingen. De nombreux nationalistes allemands furent présents.
Dans l'ordre géopolitique, le nationalisme révolutionnaire de Niekisch se tient tout entier dans l'opposition à l'Occident, alors symbolisé par le diktat de Versailles. Ernst Niekisch rappelle l'existence d'une communauté de destin (Schicksalgemeinschaft) germano-russe. On sait que l'orientation à l'Est (Ostorientierung) est une donnée permanente de l'histoire allemande tout entière et un grand thème de la Révolution conservatrice en particulier. Elle trouve chez Niekisch de nouvelles dimensions, «L'orientation vers l'Est et le désembourgeoisement de l'Allemagne se situent sur un même plan » affirme Niekisch : État fort et hiérarchisé, mobilisation du peuple, appel à l'héroïsme, suppression des classes parasitaires, arraisonnement de la technique mise au service du développement de la communauté et non de la seule rentabilité calculante, etc.).
Le terme « national-bolchevisme » commence à être utilisé en Allemagne comme un terme péjoratif pour qualifier ceux qui proposaient de former une alliance politique entre l'URSS et le pays teutonique, argument qui se conjuguait avec des expressions en faveur d'un nationalisme révolutionnaire.
Les nationaux-révolutionnaires allemands, contrairement à d'autres factions de nationalistes allemandes, mais à l'instar de la plupart des révolutionnaires-conservateurs, ne se réjouissent pas de la victoire du NSDAP en Allemagne.
Toutefois, les fortes critiques personnelles contre Hitler (« Faux révolutionnaire » selon Niekisch, « agent bourgeois » selon Paetel), mèneront à la répression. Ainsi, avant d'être décimés par le régime hitlérien, le mouvement national-révolutionnaire allemand sera réprimé et réduit au silence. Une partie non-négligeable rejoindra la résistance allemande anti-nazie (tels que Ernst Niekisch, Karl Otto Paetel et Friedrich Hielscher). En réponse aux persécutions, le Front noir d'Otto Strasser est interdit sur ordre d'Hitler. Les nationaux-révolutionnaires allemands, bien qu'étant partisans d'un état fort et d'un régime nationaliste, restent distants par rapport au national-socialisme. 
Ernst Niekisch rejetait l'idée d'instaurer le fascisme en Allemagne. Selon lui, copier le fascisme mènerait l'Allemagne à sa perte, il fallait ainsi une idéologie distincte et non une copie d'un régime pouvant être acceptable pour l'Italie, mais inacceptable en Allemagne, ce qui pouvait être acceptable dans un pays latin ne pouvait pas l'être dans un pays germanique. Le Fascisme était donc, selon Niekisch, l'expression de la latinité, l'adapter à l'Allemagne serait « le hara-kiri de l'homme allemand ». Dans son livre Hitler une fatalité allemande, il avertit des conséquences d'une prise de pouvoir d'Hitler et qualifie celui-ci d'« agent du capital allemand et étranger ».
Après la prise de pouvoir par la NSDAP, se forme alors une «Résistance national-révolutionnaire» formée par des intellectuels NR (Ernst Niekisch et Karl Otto Paetel). Des anciens disciples s'infiltrent dans l'appareil nazi et dans l'armée, comme le mouvement de Friedrich Hielscher. Le but est le renversement d'Adolf Hitler et de ses dignitaires.

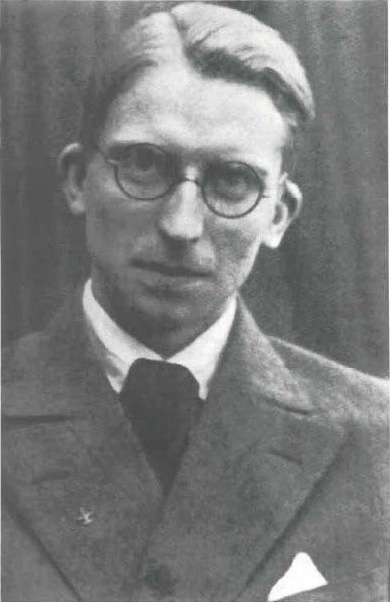
Photographie de Paetel dans les années 1930.

L'organisation de Karl Otto Paetel, le Groupe des nationalistes sociaux-révolutionnaires tenta de prendre une part active dans la résistance allemande, sans succès. Le Groupe des nationalistes sociaux-révolutionnaires professait la nation comme « valeur politique ultime », le peuple et le socialisme. D'une part, cela [Quoi ?] devrait se faire comme une « transformation spirituelle », mais aussi avec la « nationalisation de toutes les grandes et moyennes entreprises ». Les nationalistes sociaux-révolutionnaires considéraient le NSDAP comme « fasciste » et « bourgeois ».
Paetel écrit :

« Le nationalisme révolutionnaire est antifasciste parce que le fascisme, au-delà de ses caractéristiques homogènes, ne sait pas intégrer la direction du prolétariat ; dans son ordre économique ce n'est qu'une réforme du capitalisme. »

Pour Ernst Niekisch :

« Le fascisme est l'état d'exception, la loi martiale d'une société bourgeoise libérale »

Selon l'historien allemand Gerhard Schulz, les nationalistes-révolutionnaires forment la quatrième force de résistance contre le régime hitlérien. Fortement infiltrés dans l'armée, ils passent facilement les mailles du filet et bénéficient de la protection de généraux de la Wehrmacht opposés à Hitler. Toutefois, les intellectuels nationaux-révolutionnaires ayant ouvertement attaqué le régime nazi voient leurs journaux fermés les uns après les autres et la plupart d'entre eux sont déportés.
Pendant la seconde guerre mondiale, l'étau se resserre sur les nationalistes-révolutionnaires. Harro Schulze-Boysen est attrapé après que la Gestapo réussit à briser le code des transmissions radio de l'Orchestre rouge, il est torturé. Ses pouces sont brisés. Ses mollets sont broyés. Il est condamné à mort le 19 décembre 1942, et exécuté trois jours plus tard, à la prison de Plötzensee.
Un jour avant la tentative d'assassinat contre Adolf Hitler, Hartmut Plaas, un nationaliste-révolutionnaire infiltré est abattu pour avoir été en liens avec la résistance contre le national-socialisme. En tant que chef du département de politique intérieure, il a eu accès à de nombreux secrets, ce qui a profité à la résistance : Plaas a averti les personnes concernées si la Gestapo avait demandé leur surveillance téléphonique, même si trahir des secrets officiels des FA était passible de la peine de mort. Il a envoyé des informations importantes à son ancien collègue de la FA Hans Oster et à son ami Wilhelm Canaris, qui étaient toujours bien informés de ce que la FA et la Gestapo prévoyaient de faire aux combattants de la résistance. Les groupes de résistance militaire pourraient planifier un renversement ; ils savaient : « Plaas regarde. » Plaas a laissé à plusieurs reprises des conspirateurs individuels tels que Ludwig Beck , Helmuth James von Moltke, Carl Friedrich Goerdeler, Ulrich von Hassell, Franz Halder, Hans von Dohnányi et Fritz-Dietlof von der Schulenburg, (qui participeront tous à l'Operation Valkyrie) des mises en garde les membres de la résistance Cercle Solf notamment contre la surveillance et les appels interurbains trop ouverts. Pour cette raison, les nationaux-socialistes fusillèrent Plaas le 19 juillet 1944 sans audience dans le camp de concentration de Ravensbrück. Un jour plus tard l'opération Valkyrie est déclenché.
À la suite du complot du 20 juillet 1944 (opération Valkyrie), plusieurs nationaux-révolutionnaires sont déportés. C'est notamment le cas de Joseph Edouard Drexel (de), déporté au Camp de concentration de Mauthausen, bien qu'il n'ait aucun lien direct avec l'opération Valkyrie.
Ainsi, après 1945, le mouvement national-révolutionnaire allemand est quasiment décimé, les quelques rares survivants sont ceux ayant mis fin à leurs activités politiques après la prise de pouvoir d'Hitler et ceux ayant survécu dans les camps ou en exil, toutefois, les nationaux-révolutionnaires allemands ne bénéficient pas de l'hommage en l'honneur des résistants, à cause de leur nationalisme passé et de leurs écrits extrêmement radicaux, ils étaient ainsi des personnages controversés dans l'opinion publique ouest-allemande d'après-guerre.

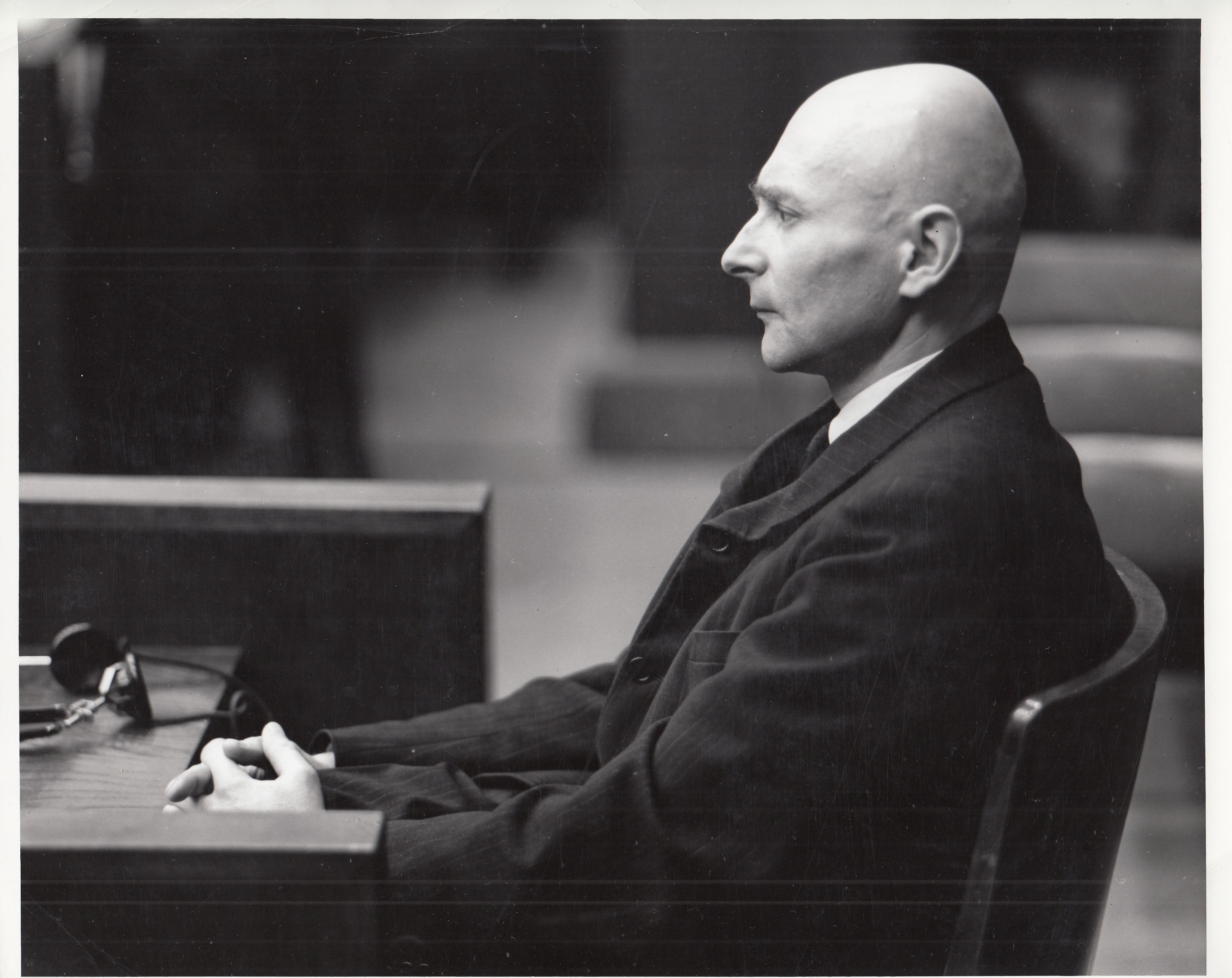
Friedrich Hielscher témoigne pour la défense de Wolfram Sievers lors du procès des médecins, du 9 décembre 1946 au 20 août 1947 (premier des procès ultérieurs de Nuremberg).

Après la Seconde Guerre mondiale, les procès de Nuremberg démarrent. Friedrich Hielscher, qui avait fondé un mouvement de résistance intérieure national-révolutionnaire avait été témoin du procès des médecins, il avait notamment défendu Wolfram Sievers qui était membre de son groupe de résistance, accusé d'avoir ordonné le meurtre d'une centaine de juifs, malgré la défense de Hielscher, Sievers sera condamné à mort par le tribunal. Son disciple Wolfram Sievers, secrétaire général de l'Ahnenerbe, avait pourtant réussi à le charger de missions fictives pour cet organisme, missions qui lui permettent entre autres de porter secours à des juifs persécutés.
Ainsi, parmi les victimes nationales-révolutionnaires par les autorités du Troisième Reich, on retrouve des personnalités nationales-révolutionnaires telles que Ernst Niekisch (interné), Ernst Jünger et Ernst von Salomon (libres mais activement surveillés), Fritz Wolffheim et Harro Schulze-Boysen (assassinés).
C'est au fond dans l'idée de résistance que se tiennent tout entières la vie et l'œuvre de Niekisch, dans cet appel à l'éternelle « protestation allemande » contre les occupations et les colonisations. Résistance à l'Allemagne de Weimar, qui l'a emprisonné, à l'Allemagne de Hitler, qui l'a déporté, à l'Allemagne de l'Est, qui l'a refoulé, comme à l'Allemagne de l'Ouest, qui l'a détesté.

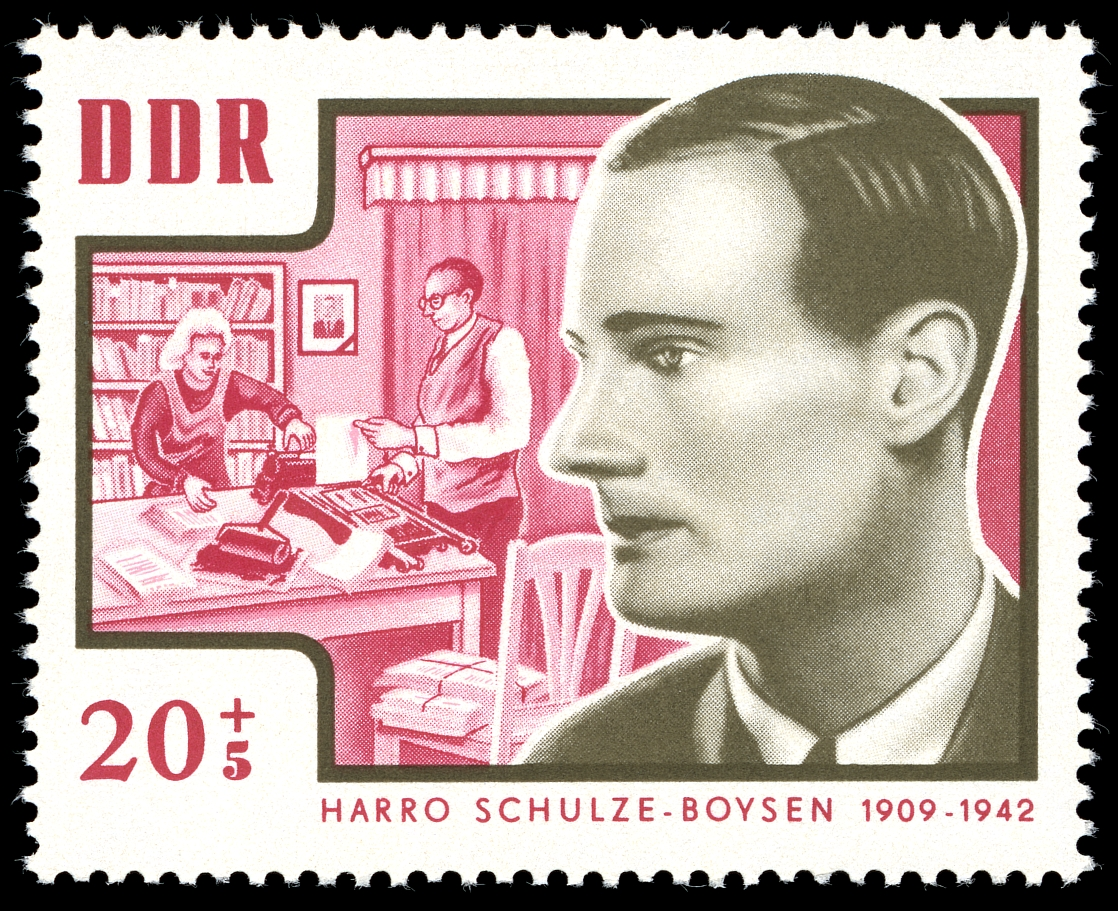
Timbre de la République démocratique allemande de 1964 à l'effigie d'Harro Schulze-Boysen

Seul Harro Schulze-Boysen bénéficia d'un hommage de la part de la RDA, notamment car celui-ci, à la différence des autres personnalités nationales-révolutionnaires, a fini par rejoindre la résistance communiste au lieu de rejoindre les groupes de résistance nationaux-révolutionnaires,.
Après la guerre, le terme « nationalisme révolutionnaire » en Allemagne désigne un courant de nationalisme qui émerge face à l'articulation d'un nouvel ordre mondial en gestation à l'échelle mondiale après la Seconde Guerre mondiale. Armin Mohler, en 1949, note l'apparition de ce mouvement. Le mouvement se forme en réaction de la double occupation de l'Allemagne.
Écrivant en 1958, Niekisch a dénoncé Hitler comme un démagogue obsédé par le pouvoir qui était un ennemi de l'esprit élitiste qu'il défendait.
Au milieu des années 1960, une nouvelle génération de nationaux-révolutionnaires allemands commence à éclore. Après la fondation du Parti national-démocrate d'Allemagne en 1964, de nombreux jeunes adhérents, souhaitant se démarquer de l'image à laquelle leur parti se retrouve systématiquement associé, et désirant marquer une nouvelle dynamique, propre à contrer les mouvements étudiants de la nouvelle gauche, créent un mouvement de jeunesse qu'ils nomment Junge Rechte.
En 1972, une fraction des jeunes démissionne du NPD pour fonder l'Aktion Neue Rechte (ANR). Son leader, Henning Eichberg, affirme qu'il est temps de passer au «nationalisme de libération anti-impérialiste». Il considère que l'Allemagne est une colonie victime de l'« impérialisme » comme un pays du tiers-monde. La « renaissance et la réunification allemandes » exigent l'expulsion des « forces d'occupation » des deux Allemagnes.
À partir de 1974, une vague de nouveaux petits mouvements de tendance nationale-révolutionnaire se développe dans toute l'Allemagne de l'Ouest, mais ces organisations suivent des lignes souvent divergentes l'une de l'autre. Le Solidaristische Volksbewegung, dirigé par Lothar Penz, réactualise l'idée de Volksgemeinschaft (Communauté populaire) et s'engage activement dans le mouvement écologiste naissant.
Henning Eichberg devient le principal théoricien des nationaux-révolutionnaire allemands. Avec ses partisans, il fonde la Sache des Volkes/NRAO (Cause du Peuple/ Organisation des structures nationales-révolutionnaires), dont les principaux axes de combat sont la lutte contre la surpopulation étrangère et les super-puissances, l'affirmation de l’identité nationale et l'élaboration d'une troisième voie entre capitalisme et communisme.
Renonçant à la « vieille droite » conservatrice et antidémocratique, Eichberg et les nationaux-révolutionnaires se référaient aux intellectuels nationalistes-révolutionnaires anti-nazis de la république de Weimar comme Ernst Niekisch, Karl Otto Paetel et de Andreas Paul Weber ainsi qu'à la résistance anti-hitlérienne du 20 juillet 1944. Entamant des discussions avec la Nouvelle Gauche, il commente : « Le national est révolutionnaire » et « Qui ne veut pas parler des peuples, doit se taire sur l'être humain ».
Eichberg entend clairement poursuivre un but : inciter la gauche politique à prendre davantage en considération la question nationale. Il est, à partir de ce moment, persona grata dans certains cercles de gauche. Il peut publier ses articles dans certains de leurs organes tels Pflasterstrand, das da et Ästhetik & Kommunikation. Il participe au congrès fondateur du mouvement des Verts en 1979 dans le Bade-Wurtemberg. Il cultive alors l’espoir de voir émerger, à partir du mouvement écologique, une « troisième voie », éloignée des fixismes de droite et de gauche. Mais il est rapidement déçu par le conformisme qui s'empare des Verts.
La Nouvelle droite allemande est directement liée au nationalisme-révolutionnaire, notamment via Henning Eichberg, elle est née en réaction à la Nouvelle gauche et popularise le concept d'Ethno-différentialisme (en allemand : ethnopluralismus).
Cette Nouvelle Droite allemande se différencie de la «Vieille droite» nostalgique du Troisième Reich au sens où celle-ci prend pour référence des nationaux-révolutionnaires allemands anti-nazi (Niekisch, Paetel) pour référence ainsi que les responsables du complot du 14 juillet 1944. L'objectif de cette Neue Rechte est l'opposition aux superpuissances américano-soviétique qui occupent l'Allemagne tout au long de la guerre froide et l'opposition à l'immigration massive.
Cette ligne inspire ensuite la parution de la revue Wir selbst, qui paraît de 1978 jusqu'en 2002. Fondée par Siegfried Bublies, cette dernière revue, en affirmant sa filiation directe avec les nationaux-révolutionnaire des années 1920 et 1930, théorise un nouveau «nationalisme de libération», lié intimement à un combat écologiste et tiers-mondiste. Elle tente, tout au long de son existence, de réunir les « forces démocratiques de droite et de gauche ». Des membres du SPD, des Verts et même du PDS ou d'autres organisations collaborent ponctuellement avec Wir selbst.
Le nationalisme révolutionnaire allemand des années 1970-1980, resté très minoritaire, est particulièrement productif sur le plan intellectuel. Il théorise une nouvelle forme de nationalisme de libération, adaptée aux réalités de l'Allemagne contemporaine et des peuples européens. Il est aussi à l'origine du concept d'ethnopluralisme et, plus important encore si l'on regarde sa postérité, de celui d'identitarisme.

### Argentine

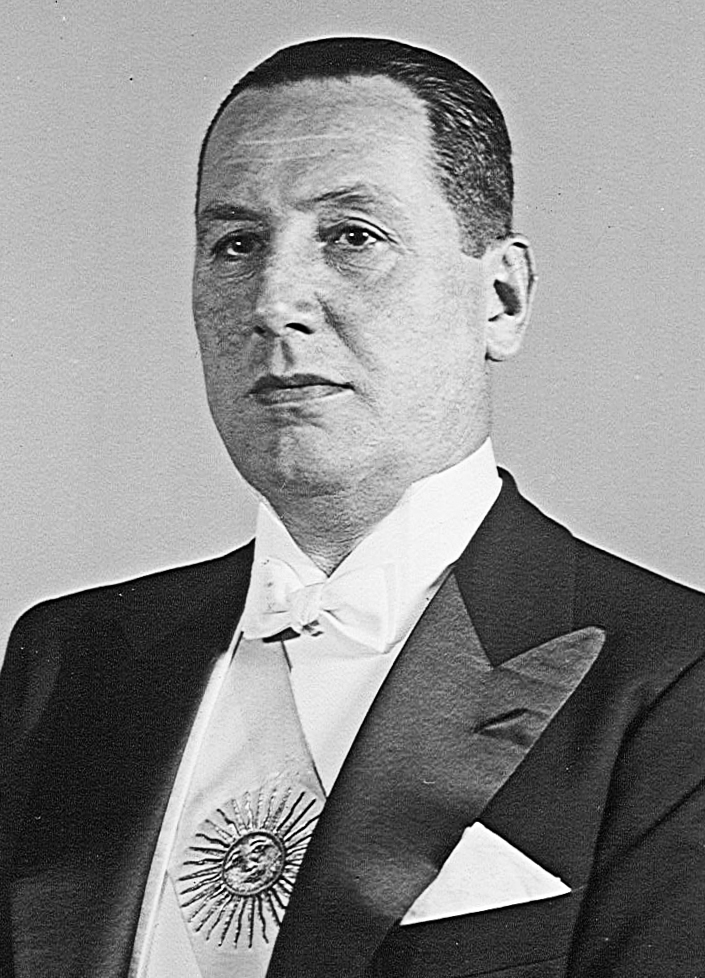
Le président Juan Perón, chef d'état argentin de 1945 à 1955 puis en 1973 d'idéologie national-travailliste, est une inspiration pour de nombreux mouvements nationalistes-révolutionnaires.

En Argentine, alors que Juan Perón est renversé par un coup d'État en 1955 appelé Révolution libératrice, des groupes de ce que l'on appelle la Résistance péroniste se forment, parmi eux, des groupes liés au nationalisme révolutionnaire tels que le Mouvement nationaliste Tacuara et la Concentración Nacional Universitaria. Ils forment l'aile droite de la Résistance péroniste et, avec d'autres groupes péronistes, luttent contre le gouvernement de Révolution libératrice puis celle de la Dictature de la Révolution argentine, en espérant le retour de Juan Perón. En général, l'Argentine de Perón a été soutenue par les NR des autres nations.
Le Mouvement nationaliste Tacuara à tendance fascisante et anti-péroniste, influencé par Julio Meinvielle, finira par abandonner ses anciennes références, notamment avec l'adhésion de nouveaux membres mais aussi avec l'évolution politique de membres plus anciens se rapprochant du nationalisme péroniste, une scission devient alors le Mouvement nationaliste-révolutionnaire Tacuara sous la direction de Joe Baxter en 1963 et se dissout en 1965.
Dans les années 1980-1990, des militaires argentins nationalistes des Carapintadas furent impliqués dans deux tentatives de coup d'État, opposant à l'impérialisme américain ainsi qu'à l'impérialisme britannique.

### Belgique

Les signataires de la conférence de Venise le 4 mars 1962 sont de gauche à droite : Jean Thiriart de Jeune Europe, Adolf von Thadden du Parti impérial allemand, Oswald Mosley de l’Union Movement, un inconnu, Giovanni Lanfre du Mouvement social italien.

En 1962, Jean Thiriart, ancien militant d'extrême gauche converti créa le réseau Jeune Europe, qui s'étendra principalement en Belgique, en Italie et en Allemagne. Le réseau Jeune Europe a été le premier mouvement transcontinental influent à faire du nationalisme révolutionnaire sa doctrine.
En Belgique, le mouvement Jeune Europe a été le premier mouvement à faire du nationalisme révolutionnaire sa doctrine. Il s'agissait d'un mouvement transcontinental ayant pour objectif l'unification de l'Europe, son leader Jean Thiriart et considéré comme un théoricien du nationalisme révolutionnaire et du nationalisme européen. Le 1er septembre 1961, Thiriart publie le Manifeste à la nation européenne. Même si le mouvement est encore très « marqué à droite », notamment par un anticommunisme virulent, il se concentre désormais sur des objectifs européens : « une Europe unitaire, puissante, communautaire en réaction — et en dehors — contre le bloc soviétique et le bloc des États-Unis ».
L'année commence par une grève des médecins belges. Le fait que plusieurs médecins soient membres de la direction de Jeune Europe profite au mouvement. En juin 1964 paraît le livre de Jean Thiriart : Un empire de 400 millions d'hommes. Son journal, qui tire normalement à 10 000 exemplaires, va passer à 30 000 à l'occasion des élections communales.
Jeune Europe aura sa propre revue : La nation européenne.
En 1966, Thiriart prend la décision de créer les brigades européennes, ces brigades sont censées être des brigades de lutte anti-américaine, Thiriart tentera de contacter les chefs d'État de pays non alignés.
La presse de Jeune Europe va par ailleurs pouvoir publier des interviews avec plusieurs personnalités de l'époque telles que Juan Perón exilé en Espagne franquiste, Ahmed Choukairy de l'Organisation de libération de la Palestine qui donnera sa bénédiction à Jeune Europe.
Thiriart prend également contact avec le dirigeant nationaliste arabe Gamal Abdel Nasser à qui il rend visite en 1968. En 1968, un militant de Jeune Europe, Roger Coudroy alors engagé dans la guérilla palestinienne du Fatah écrit un livre : J'ai vécu la résistance palestinienne. Il est tué le 3 juin 1968 par l'armée israélienne.
Faute de financement pour les Brigades européennes, Thiriart met fin à Jeune Europe en 1969. Cependant, Thiriart n'abandonnera pas la politique, il rencontra et inspira Alexandre Douguine, le théoricien du néo-eurasisme.
Depuis 1999, le nationalisme révolutionnaire en Belgique est représenté par Mouvement Nation, qui se réclame du Solidarisme, du Souverainisme et du Belgicanisme.

### Bolivie

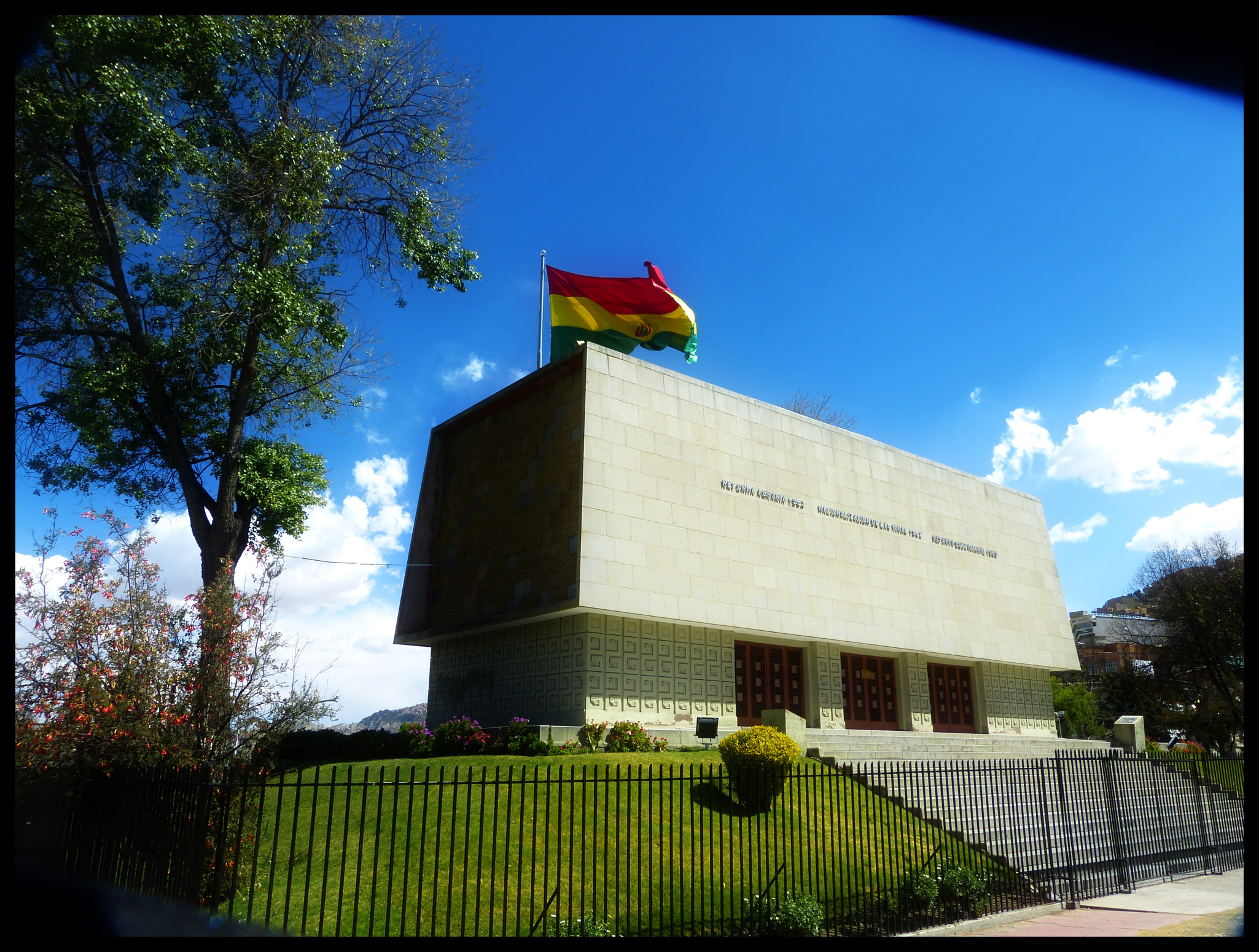
Vue du Musée de la Révolution nationale.

En Bolivie, le Mouvement nationaliste révolutionnaire est un parti politique qui a été formé en 1941, a dirigé la Révolution nationale de 1952 et a gouverné le pays de 1952 à 1964. Selon Winston Moore Casanovas, le nationalisme révolutionnaire «est devenu une idéologie anti-oligarchique de secteur dominé, l'idéologie officielle de l'État bolivien après 1952, et est au cœur de la logique des régimes militaires autoritaires au pouvoir à partir de 1964» , tantôt influencé par la Révolution conservatrice et Oswald Spengler, tantôt influencé par le Socialisme démocratique.
Avant ça, le MNR était membre du gouvernement de Gualberto Villarroel entre 1943 et 1946, après une brève expulsion, fera son retour. Villarroel et son gouvernement seront renversés par un coup d'état soutenu par les États-Unis finissant par le décès de Villarroel.
Les révolutionnaires boliviens mènent ainsi de nombreuses réformes pour l'alphabétisation du pays, la nationalisation des mines, un développement économique sans précédent ainsi qu'une réforme agraire et le suffrage universel. Ils laissent également pour héritage l'expression d'un indigénisme. Toutefois, en contrepartie, le régime est autoritaire et emprisonne plusieurs opposants, et instaure une police politique.
Le Mouvement nationaliste révolutionnaire a dirigé la Révolution nationale bolivienne de gauche de 1952 et a gouverné le pays jusqu'en 1964, date à laquelle il a été renversé par le coup d'État militaire de René Barrientos Ortuño. Pendant les présidences de Víctor Paz Estenssoro (1952–56 et 1960–64) et Hernán Siles Zuazo (1956–60) étaient les principaux dirigeants de la période révolutionnaire, établissant le vote universel, nationalisant les mines d'étain et instituant une vaste réforme agraire. Pendant ce temps, bon nombre des anciens partis élitistes qui dominaient auparavant la politique bolivienne ont disparu ou se sont estompés. Cela a laissé le MNR au centre de l'échiquier politique bolivien.
Rempli de nombreuses personnalités fortes, le parti avait en fait commencé à se fragmenter selon des lignes politiques et personnelles depuis la fin des années 1950, Wálter Guevara Arze étant le premier à partir et le populaire Juan Lechín expulsé en 1964. Siles a ensuite formé le Mouvement nationaliste-révolutionnaire de gauche (es) (MNRI) et Lechín le Parti révolutionnaire de la gauche nationaliste (es) (PRIN). Toutefois, le MNR prend durant les années 1970 et 1980 un virage vers le centre, rompant ainsi avec le nationalisme-révolutionnaire bolivien originel.

### Brésil
En 2015, un groupe national-révolutionnaire apparaît au Brésil, nommé Nova Resistência, une première au Brésil. Le mouvement est axés dans l'opposition à la privatisation des entreprises, à la domination économique des États-Unis et de l'Union européenne, s'oppose à ce qu'il considère comme le "Lobby LGBT". L'organisation se réclame de l'héritage idéologique nationaliste-ouvrier de l'ancien président brésilien Getúlio Vargas et soutient l'existence d'un monde multipolaire pour faire contrepoids aux États-Unis d'Amérique.
Le chef du groupe, Raphael Machado a déclaré :

« En 2015, le nationalisme et le patriotisme au Brésil étaient étroitement liés à l'anticommunisme américaniste, ce que nous n'aimions pas. »

« Comme nous n'étions ni communistes, ni libéraux, ni fascistes, nous avons vu que la seule alternative était de construire notre propre mouvement. »

« Chaque civilisation a sa propre identité et sa cosmovision, c'est pourquoi elle devrait agir comme un espace géostratégique autonome, suivant ses propres principes, même si de préférence en dialogue avec d'autres civilisations. »

Comme dans le cas européen, la NR opérera dans la logique du syncrétisme politique, mélangeant des éléments d'un conservatisme social avec des agendas syndicalistes et anticapitalistes, luttant pour une « concurrence mimétique avec les mouvements de gauche radicale » et brouillant les frontières entre droite et gauche. Ils soutiennent, par exemple, que le « sauvetage des spiritualités traditionnelles » est « fondamental pour la lutte contre les maux modernes et post-modernes ».
En outre, le mouvement s'est opposé aux présidents successifs, de Michel Temer (travailliste), Jair Bolsonaro (national-libéral) puis Luiz Inácio Lula da Silva (travailliste).
Le mouvement est en outre considéré comme proche de l'ancien candidat aux élections présidentielles brésiliennes de 2022, Ciro Gomes.

### France
Pour comprendre le nationalisme révolutionnaire français, il faut remonter aux influences d'avant la Première Guerre mondiale : Le Cercle Proudhon, le révisionnisme qui donnera naissance au syndicalisme révolutionnaire de Georges Sorel et le Solidarisme de Léon Bourgeois. L'histoire du mouvement nationaliste révolutionnaire français est également complexe, notamment parce qu'il y eut de nombreux conflits internes et que des mouvements oscillaient entre un souverainisme radical et le continentalisme européen.
En 1911, est formé le Cercle Proudhon, l'une des premières expériences nationales-révolutionnaires en Europe, un groupe politique national-syndicaliste. Le groupe s'est inspiré de Georges Sorel, de Charles Maurras et d'une lecture sélective du théoricien anarchiste Pierre-Joseph Proudhon. Fondé le 16 décembre 1911 par des disciples nationaux-syndicalistes de Georges Sorel - Georges Valois et Édouard Berth, le groupe était décrit comme "fondé par des nationalistes, et initialement adressé uniquement à eux". L'organisation a commencé par des réunions informelles composées d'une vingtaine de personnes en moyenne, principalement des monarchistes et des syndicalistes associés au groupe monarchiste d'extrême droite Action française . Les principaux orateurs de ces réunions étaient Valois, Berth, le militant monarchiste Henri Lagrange et le philosophe nationaliste Gilbert Mayor.

« Les fondateurs - républicains, fédéralistes, nationalistes intégraux et syndicalistes - ayant résolu le problème politique ou l'ayant écarté de leur esprit, sont tous avec enthousiasme favorables à une organisation de la société française selon les principes tirés de la tradition française qu'ils retrouvent chez Proudhon. »

Berth et Valois avaient été réunis par Georges Sorel lorsqu'il planifiait un journal à tendance nationaliste et socialiste La Cité française en 1910. Ce journal n'a jamais paru, sauf comme annoncé dans un dépliant intitulé Déclaration de la Cité française signé par Sorel, Valois, Berth, Jean Variot et Pierre Gilbert. Cependant, Variot s'est disputé avec Valois et a continué à publier du matériel avec le soutien de Sorel dans L'Indépendance.
Le Cercle Proudhon est la première tentative de mettre en place une alliance entre des nationalistes de droite et des syndicalistes révolutionnaires d'extrême gauche en France et est une référence pour beaucoup de nationalistes révolutionnaires européens qui y voient un "proto-NR".
En 1940 est formé le Mouvement national révolutionnaire, ayant pour slogan « Ni pro-anglais… ni pro-allemand… pro-français ». La plupart de ses membres sont issus de la gauche. Son objectif est d'abattre la domination politique et économique des « oligarchies ». L'objectif est une « révolution nationale ». Le mouvement disparaît de facto après l'arrestation le 3 juillet 1941 de plusieurs de ses animateurs, et plusieurs autres membres deviendront des résistants. Il fut en quelque sorte le premier mouvement national-révolutionnaire français.
En France, le nationalisme-révolutionnaire apparaît selon Nicolas Lebourg après la fin de l'aire coloniale en 1962, Nicolas Lebourg note :

« Issus du combat colonialiste, les cadres NR se sont convertis à l’anti-impérialisme et sont entrés en contact avec les régimes révolutionnaires du monde arabe – Libye, Irak et Syrie en particulier. À partir de 1967, ils ont adopté le discours d’origine soviétique d’assimilation du sionisme au colonialisme et au nazisme. Ils l’ont orienté afin de le mettre en symbiose avec leur dénonciation du pacte de colonisation de l’Europe qu’eût été le sommet de Yalta. Dès 1968, leur presse conspue « le mondialisme » d’un capitalisme homogénéisant les peuples (métissage par l’immigration) et cultures (impérialisme culturel américain et « colonisation » de l’Europe par les immigrés). »

Lors de la guerre des Six Jours, les NR français soutenaient la coalition arabe, François Duprat et les nationalistes-révolutionnaires français, soutenant les nationalistes arabes, jouent un rôle majeur dans l'adoption de l'antisionisme et son internationalisation en tant que passeur idéologique après la guerre des Six Jours. Ainsi, François Duprat publiera L'Agression israélienne en soutien à la coalition arabe.
Le mouvement Europe-Action, fondé sur la base du Nationalisme européen, anti-chrétien et suprémaciste blanc s'attirera les foudres des nationalistes-révolutionnaires, ethno-différentialistes et respectueux envers la chrétienté, Jean-Gilles Malliarakis estime que le no 5 d'Europe-Action a ouvert une « voie de garage » : « C'était antichrétien, et ça c'était insupportable. Personnellement c'est ça qui m'a séparé de cette bande-là ». De son côté, François Duprat, qui voit dans les nationalismes arabes et asiatiques des alliés potentiels, s'en prend durement à la prétention d'Europe-Action de réduire l'Histoire à « une suite ininterrompue de combats entre une race occidentale parée de toutes les qualités, et un magma oriental incapable de progrès ».
Ce positionnement contraste fortement avec celle du néo-fasciste Charles Luca de la Phalange française et du néofasciste Jean Mabire qui se prenaient d'admiration pour le modèle des kibboutz. Le pro-sionisme droitier peut s'expliquer en partie par l’humiliation française de la guerre d'Algérie et donc certains extrémistes de droite français jubilaient de voir ensuite la défaite des armées arabes. Jean Mabire appelait de ses vœux à « unir le tracteur et l’automitrailleuse comme ceux d’Israël »,. Les kibboutz incarnaient un idéal communautaire et la possibilité de construire des micro-sociétés nationalistes et socialistes.
Ces positions pro-palestiniennes sont alors très minoritaires à l'extrême droite. Dominique Venner le critique notamment dans une tribune publiée par Minute, stigmatisant le soutien aux « Arabes communistes » (Bien que la principale force palestinienne de l'époque, le Fatah, était une organisation nationaliste arabe sans influence marxiste) et affirmant qu’Israël ne doit pas être confondu avec « l'internationale juive ».
En 1971 voit le fondation de l'Organisation lutte du peuple (OLP) , un mouvement nationaliste révolutionnaire dit «de gauche», sur le modèle de l'organisation italienne Lotta di popolo, par un groupe en scission avec Ordre nouveau, mené par Yves Bataille, et par d'anciens militants de l'organisation Pour une jeune Europe de Nicolas Tandler.
En 1976 sont formés les Groupes nationalistes révolutionnaires constituées en 1976 par François Duprat et acquis à la tendance « Duprat », à la fois à l'intérieur et en dehors du jeune Front national, dans le but de préparer et de structurer une avant-garde nationaliste-révolutionnaire au sein du FN.
Duprat est tué le 18 mars 1978 lors d'un attentat revendiqué par deux groupes sionistes dont un groupe terroriste inconnu : le « commando du souvenir ». Les GNR ne survivront pas à la mort de François Duprat en mars 1978. La particularité de François Duprat est d'avoir fusionné le nationalisme révolutionnaire et le néofascisme, ce dernier peut notamment faire débat.[réf. nécessaire]
Des conflits éclatent entre les nationalistes-révolutionnaires et les néonazis de la FANE, Nicolas Lebourg note dans sa thèse Stratégies et pratiques du mouvement nationaliste-révolutionnaire français : départs, desseins et destin d'Unité Radicale (1989-2002) :

« Les deux mouvements connaissent un cycle de violence, le Mouvement Nationaliste Révolutionnaire voulant interdire à la FANE de se réclamer du nationalisme-révolutionnaire, et exigeant que tout néo-nazi quitte ses propres rangs afin de ne pas nuire à son développement. La méthode paye et la FANE se positionne dès lors en un néo-nazisme ostentatoire. Devant la déliquescence de cette structure, nombre de ses membres décident de rejoindre TV. Celle-ci les accepte à la base, tout en adressant à ses cadres une « mise en garde » spécifiant qu'il s'agit d'être « extrêmement vigilant vis-à-vis de ses nouveaux venus ». L'expérience est délicate et, quelques mois plus tard, il est cette fois précisé aux responsables qu'il ne faut pas admettre « dans nos rangs d'éléments provocateurs néo-nazis et/ou skins. Le port d'uniformes, de brassards, de chemises noires ou brunes est une cause d'exclusion » »

Les membres de la FANE seront impliqués dans des affrontements physique, avec les nationaux-révolutionnaires, les solidaristes (GAJ, JNS, etc) et le PFN. Les membres de la FANE saccageront même la Librairie française, proche du Mouvement nationaliste révolutionnaire.
Duprat a influencé le mouvement nationaliste révolutionnaire français et a publié le Manifeste nationaliste révolutionnaire, mais il n'a pas la mainmise sur le mouvement et certains groupes nationaux-révolutionnaires n'ont pas été influencés par Duprat. En effet, les mouvements nationalistes-révolutionnaires français apparaissent dans les années 1960, le manifeste lui, est publié en novembre 1976.
Par exemple, le Mouvement jeune révolution, renommé Action solidariste, organisation nationaliste-révolutionnaire, influencée par le catholicisme social et solidariste, se réclamait au contraire de l'antifascisme. Le comité de rédaction de la Revue d'histoire du nationalisme révolutionnaire affirme d'ailleurs vouloir combler le vide laissé par la disparition de la revue de Duprat, tout en déplorant chez celle-ci une « constante confusion entre nationalisme révolutionnaire, fascisme, national-socialisme et extrémisme de droite ».
La Revue d'histoire du nationalisme révolutionnaire était une publication d'études consacrée, comme son nom l'indique, à l'histoire du courant national-révolutionnaire.
Fondée et dirigée par Christian Bouchet, elle est d'abord éditée au sein du mouvement Troisième Voie, par la fraction des « Tercéristes radicaux », puis par le mouvement Nouvelle Résistance et les Éditions Ars magna. Il comprend aussi plusieurs articles repris de la revue Totalité.
Chaque numéro de la revue est introduit par un avertissement qui précise :

« Notre ligne éditoriale sera N-R et uniquement N-R, il est donc inutile que les nostalgiques, les réacs ou les nationaux nous contactent. Nous n'écrirons jamais sur Skorzeny, sur Salazar ou sur Franco. Par contre ceux qui désirent tout savoir sur l'hédillisme en Espagne, sur la république de Salò, sur le nasserisme ou sur le péronisme, sur le national-bolchévisme allemand, sur Jeune Europe et sur les Fractions Lutte du peuple seront, nous l'espérons, satisfaits. »

Au cours des années 1980, le courant nationaliste-révolutionnaire français est structuré essentiellement par le Mouvement nationaliste révolutionnaire (MNR) et par Troisième Voie (1985-1992) qui lui a succédé en 1985. À partir de 1989, Troisième Voie connait des tensions internes grandissantes entre un courant dominé par Jean-Gilles Malliarakis, partisan d'un rapprochement avec le Front national, et le courant animé par Christian Bouchet, qui prône une ligne nationaliste-révolutionnaire plus radicale, hostile au « lepénisme », violemment anticapitaliste et tiers-mondiste. La chute du Mur de Berlin et l'écroulement du Bloc de l'Est accentuent ces tensions. Les partisans de Bouchet, pour qui l'Ennemi unique doit être désormais le « Système américano-sioniste », deviennent majoritaires et finissent par créer une nouvelle organisation en août 1991, Nouvelle Résistance. L'idéologie de la troisième position a gagné un certain soutien en France, où en 1985 Jean-Gilles Malliarakis a créé un parti politique de la "troisième voie", Troisième Voie (TV). Considérant que ses principaux ennemis sont les États-Unis, le communisme et le sionisme, le groupe prônait des voies radicales vers la révolution nationale. Associée un temps au Groupe Union Défense, la TV est généralement en mauvais termes avec le Front national jusqu'en 1991, date à laquelle Malliarakis décide de les approcher. En conséquence, TV s'est effondrée et un groupe dissident radical sous Christian Bouchet, Nouvelle Résistance, a adopté des vues eurasistes.
Ce repositionnement du nationalisme révolutionnaire français ne va pas assez loin pour certains. Fin 1990, un groupe de militants de la section de Troisième Voie de Rennes, mené par Éric Denmat, fait scission et se renomme en Groupes révolutionnaires de base (GRB), qui deviendra le mouvement nationaliste révolutionnaire le plus positionné à gauche en France.
Les GRB se dotent d'une revue : Offensive du peuple, frappé de l'aigle de Widerstand d'Ernst Niekisch utilisé par la plupart des groupes nationalistes-révolutionnaires européens. Comme beaucoup d'autres nationalistes-révolutionnaires de cette période, les GRB appellent à la constitution d'un « vaste Front Uni anti-système », mais leurs objectifs en ce qui concerne la composition de ce « grand rassemblement des ennemis du Système ». En effet, alors que la plupart des NR cherchent à se rallier les écologistes, les régionalistes, les associations localistes et les nationalistes du Tiers monde, au contraire, les GRB tentent de séduire l'extrême gauche marxiste.[réf. nécessaire]
Les GRB n'auront qu'une existence éphémère, cantonnée à Rennes. Ils disparaissent à la fin de l'année 1991.

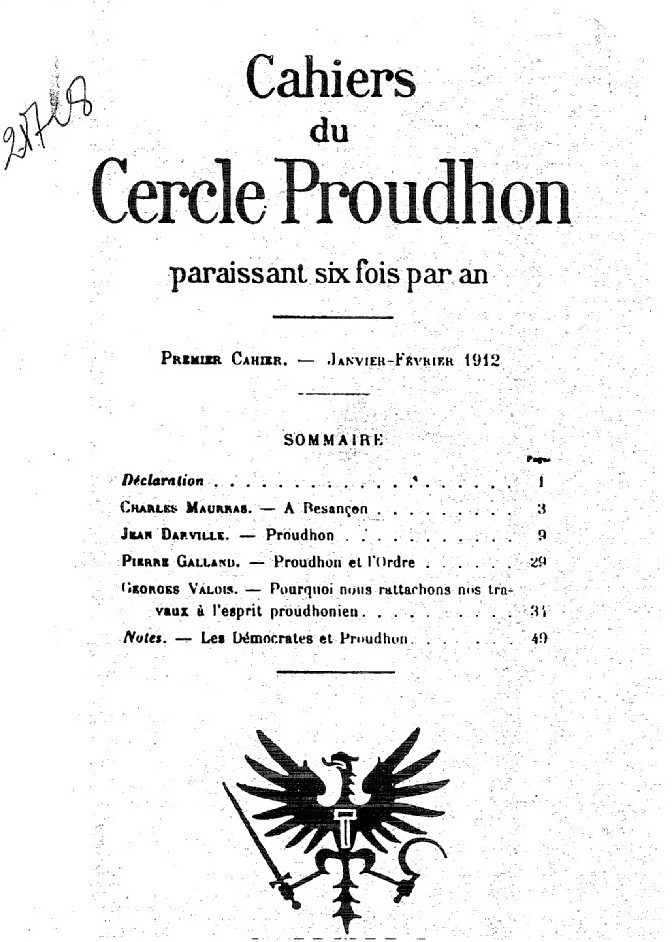
Couverture de la réédition du no 1 des Cahiers du Cercle Proudhon (Gallica), reprenant l'aigle du magazine Widerstand.

En 1998, le groupe Unité radicale est créé, né d'une alliance entre plusieurs groupes NR, respectivement l’alliance du Groupe union défense (GUD), de Jeune Résistance et de l’Union des cercles de résistance.
Après l'attentat raté de juillet 2002 contre le président Jacques Chirac par Maxime Brunerie, membre du Mouvement national républicain et proche de la nouvelle équipe dirigeante d'Unité radicale constituée après le départ de Christian Bouchet, le mouvement fut dissous par décret en application de la loi du 10 janvier 1936 pour cause d'idéologie raciste et discriminatoire, antisémitisme, encouragement de la discrimination, de la haine et de la violence.

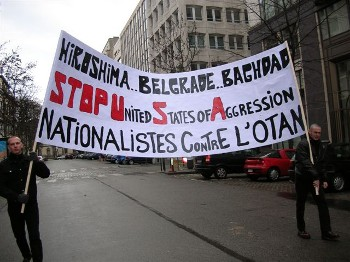
Nationalistes révolutionnaires manifestants contre l'OTAN et les États-Unis en 2007.

Dans les années 2010, la mouvance NR est principalement représentée en France par de petites factions et par le Groupe union défense (GUD, alors devenue la plus ancienne organisation NR en France), mouvement actif de 1968 à 2017. En 2013, le GUD participe à la manif pour tous contre le mariage homosexuel, 2013 est aussi l'année où l'extrême droite radicale est particulièrement active[réf. nécessaire].
En 2007, Alain Soral fonde l'association Égalité et Réconciliation, proche idéologiquement du nationalisme-révolutionnaire au niveau idéologique (Nationalisme anti-impérialiste, anti-américanisme, euroscepticisme, social-nationalisme (nationalisme de gauche), rejet de l'immigration comme du suprémacisme, soutien aux palestiniens et à l'Iran) mais s'y éloignant sur la thématique identitaire car E&R y est moins axée, toutefois, d'anciens nationalistes-révolutionnaires ont participé à la fondation d'E&R.
En Octobre 2008 est fondé le journal Flash, bien qu'officiellement altermondialiste, le politologue Jean-Yves Camus met en doute ce rattachement :

« Qui a déjà été défendu par certains milieux nationalistes-révolutionnaires et d’ultra-droite en Italie et en Allemagne. Il repose principalement sur une critique de la globalisation en tant que phénomène de massification des cultures débouchant sur l’éradication des spécificités ethniques, ainsi que sur une dénonciation virulente de la domination américaine et d’Israël. Cette ultra-droite récuse par ailleurs la théorie du choc des civilisations et ne s’aligne pas sur le sentiment anti-musulman assez rabique qui anime par ailleurs une autre partie de l’extrême droite »

Il estime que Flash reste « résolument ancré du côté de l’extrême droite, mais sans lien organique avec le Front national ».
Le bimensuel est dissous en 2011.
Le mouvement OSRE (Organisation socialiste révolutionnaire européenne) issue des Cercles Rébellion, fondée en 2009 à Toulouse s'inscrit dans l'aile du nationalisme-révolutionnaire français.
Le 5 Juin 2013, Clément Méric, militant libertaire et antifasciste de 18 ans, décède lors d'une rixe avec des membres de la Jeunesses nationalistes révolutionnaires, proche de Serge Ayoub.
En 2014, une organisation de volontaires français se forme dans les régions séparatistes pro-russes en Ukraine, la Brigade continentale, reliée à l'organisation nationale-révolutionnaire Unité continentale et membre des forces armées de la république populaire de Donetsk.
En 2017, le GUD est mis en sommeil au profit du Bastion social, créé par des membres du GUD lyonnais. En février 2019, le président de la République Emmanuel Macron annonce son intention de dissoudre le Bastion social,,. Le 24 avril 2019, le mouvement est dissous en conseil des ministres.
En novembre 2022, le GUD est réactivé.
Le gouvernement annonce officiellement la dissolution du GUD le 26 juin 2024.
En 2023, StreetPress note un retour du nationalisme révolutionnaire en France, qui s'oppose en plusieurs aspects à la mouvance identitaire.

### Italie
Au début du XXe siècle en Italie, la pensée politique de Benito Mussolini s'est focalisée sur une forme radicale de nationalisme italien, qui a été appelée nationalisme révolutionnaire. Selon A. James Gregor, Mussolini avait une approche floue et imprécise du concept de nationalisme révolutionnaire, bien qu'il ait reconnu son rôle historique qui a ensuite servi de base à ses vues ultérieures. À ce stade précoce, malgré l'inclination de Mussolini au nationalisme, il était toujours opposé au patriotisme traditionnel et à l'appel nationaliste conventionnel qui comprenait son rejet catégorique du type de nationalisme défendu par les classes privilégiées et la bourgeoisie traditionnelle, qui utilisaient simplement les slogans du nationalisme « chaque fois qu'un profit pourrait être réalisé ». A. James Gregor décrit l'approche de Mussolini à sa version du nationalisme comme suit :

« Le nationalisme révolutionnaire de Mussolini, tout en se distinguant du patriotisme et du nationalisme traditionnels de la bourgeoisie, présentait nombre de ces traits que nous identifions aujourd'hui avec le nationalisme des peuples sous-développés. C'était un nationalisme anticonservateur qui anticipait de vastes changements sociaux, elle était dirigée à la fois contre les oppresseurs étrangers et nationaux ; elle évoquait l'image d'une nation renouvelée et régénérée qui remplirait une mission historique, elle invoquait un idéal moral de sacrifice désintéressé et d'engagement au service d'objectifs collectifs ; et elle rappelait des gloires anciennes et anticipait une gloire partagée et plus grande. »

En 1914, Robert Michels, un des premiers syndicalistes révolutionnaires qui s'affiliera plus tard au Parti national fasciste en 1924, appela à un « nationalisme révolutionnaire des pauvres » afin de promouvoir l'industrialisation en Italie, car il croyait que « c'est l'industrie qui permet les gens à vivre et à prospérer dans le monde moderne » et sans une base industrielle mature, un peuple se retrouve l'objet du mépris international.
Enrico Corradini a inventé le terme «nation prolétarienne» en 1910, dans le cadre d'un argument en faveur d'un nouveau type de nationalisme radical qui s'inspirerait « du feu, du nerf, de la décision » de la gauche révolutionnaire, mais favoriserait la guerre au lieu de la révolution et la conquête territoriale au lieu de renverser la classe dirigeante Corradini et d'autres nationalistes admiraient l'esprit révolutionnaire et conquérant de ces mouvements prolétariens. Lors d'une réunion de l'Association nationaliste italienne en 1910, Corradini a déclaré :

« Nous sommes le peuple prolétaire par rapport au reste du monde. Le nationalisme est notre socialisme. Ce nationalisme établi doit être fondé sur la vérité que l'Italie est moralement et matériellement une nation prolétarienne. »

— Manifeste de l'Association nationaliste italienne, décembre 1910

« Il faut commencer par reconnaître qu'il y a des nations prolétariennes aussi bien que des classes prolétariennes, c'est-à-dire qu'il y a des nations dont les conditions de vie sont soumises… au mode de vie des autres nations, tout comme les classes. Ceci étant réalisé, le nationalisme doit insister fermement sur cette vérité : l'Italie est, matériellement et moralement, une nation prolétarienne. »

— Rapport au Premier Congrès nationaliste, Enrico Corradini, Florence, 3 décembre 1919
Le concept nouvellement développé, la nation prolétarienne, a été préconisé dans un magazine hebdomadaire, La Lupa, qui a été fondé par Paolo Orano en octobre 1910 et dont Corradini était parmi les principaux contributeurs.
Corradini a parfois utilisé le terme « national-socialisme » pour définir l'idéologie qu'il a approuvée. Bien que ce soit le même terme utilisé par le mouvement du national-socialisme en Allemagne (alias Nazisme), aucune preuve n'existe pour indiquer que l'utilisation du terme par Corradini a eu une quelconque influence.
Après la Seconde Guerre mondiale, des mouvements nationalistes-révolutionnaires apparaissent dans le but de lutter contre l'occupation américaine de l'Italie.
En 1954, apparaît le Centro Studi Ordine Nuovo, issu d'une aile traditionaliste et evolienne du parti néofasciste Mouvement social italien Pendant le Congrès, les représentants les plus connus des « jeunes traditionalistes », Pino Rauti, Angelo Nicosia et Enzo Erra, proposent le repositionnement du Mouvement sur des positions plus intransigeantes et une relecture plus critique du phénomène fasciste. Arturo Michelini est élu à la succession de Augusto de Marsanich à la tête du MSI. Ils appartiennent tous deux à l'aile des modérés du parti. Pino Rauti va devenir de plus en plus critique envers la direction du MSI, qu'il accuse d'avoir perdu toute aspiration révolutionnaire.
Début 1955, le courant des « jeunes traditionalistes » crée le Centro Studi Ordine Nuovo. Il prend comme référence de base la brochure Orientations de Julius Evola. Le groupe fait paraître le mensuel Ordine Nuovo, sous-titré « mensuel de politique révolutionnaire ».
Le Centro Studi Ordine Nuovo, qui avait déjà un siège à Rome avant son départ du MSI, ouvre rapidement d'autres locaux dans plusieurs villes. En 1966, il a déjà 3 500 adhérents. Il aurait eu, en 1969, environ 12 000 membres et sympathisants. Ce mouvement va se concentrer presque exclusivement sur l'activité culturelle.
À ce moment, la figure de Franco Freda entre en action, celui-ci est proche de Giovane Nazione et Ordine Nuovo, mais sans jamais y adhérer. Puis il forme, en 1963, à Padoue, un groupe de réflexion idéologique et culturelle avec d'autres jeunes militants, fortement influencés par l'œuvre du philosophe Julius Evola, se définissant comme «traditionalistes-révolutionnaires».
Freda prône le Front anti-système, dans cette optique, il manifeste clairement l’intention d’aller à la rencontre de tous les secteurs « objectivement engagés dans la négation du monde bourgeois », y compris l’ultra-gauche extra-parlementaire, à laquelle il propose une stratégie de « lutte unitaire contre le Système ». Il est alors en contact avec divers groupes maoïstes, comme Potere operaio et le Parti communiste d’Italie-marxiste léniniste.
En 1969, Giorgio Almirante, leader de la tendance de « gauche révolutionnaire », est élu à la tête du MSI. En décembre, lors d'un meeting à Rome, il lance un appel à tous les « frères séparés » à rentrer dans le parti. Il appelle surtout les jeunes à fortifier et à renouveler le MSI. Pino Rauti et la plupart des membres d'Ordine Nuovo se laissent convaincre. Rauti dissout le Centro Studi et la plupart des adhérents réintègre le parti. Trois membres d'ON entrent à la direction nationale du MSI (Pino Rauti, Giulio Maceratini, Paolo Andriani). Onze autres membres sont nommés au comité central (dont notamment Rutilio Sermonti et Paolo Signorelli).
Mais un autre mouvement, fondé par Clemente Graziani, refuse l'intégration au MSI, accusant celui-ci de s'être « vendu à la bourgeoisie et à l'impérialisme américain », et fonde le Movimento Politico Ordine Nuovo le 21 décembre 1969 dont les chefs principaux seront Pierluigi Concutelli, Franco Freda, Giovanni Ventura, Vincenzo Vinciguerra, Delfo Zorzi, Carlo Maria Maggi et Maurizio Tramonte.
À la différence du Centro Studi Ordine Nuovo, le Movimento Politico Ordine Nuovo est un groupe armé, se réclamant de l'héritage du CSON. Le nouveau mouvement se concentre sur la formation de cadres. La formation idéologique dure deux mois. Elle comprend huit parties : révolution traditionnelle et subversion, les deux races, l'assaut de la vraie culture, orientations, la guerre sainte, Orient et Occident, révolte contre le monde moderne, la ploutocratie comme force subversive. La formation politique dure aussi deux mois et comprend cinq parties : la guerre révolutionnaire, les techniques de la guerre révolutionnaire, la propagande, l'organisation et le choix des thèmes de lutte.
En 1971, le parquet de Rome ouvre le premier procès contre le MPON pour « reconstitution du Parti National Fasciste ». Comme l'acte d'accusation ne contient aucun acte de violence politique, Clemente Graziani parle d'un « procès pour les idées ». Le 6 juin 1973, commence le procès de 30 membres de l'organisation. Le 21 novembre 1973, 30 dirigeants du mouvement sont condamnés pour « reconstitution du Parti National Fasciste » (violation 1, 2, 3, 7 de la loi Scelba). Le ministère de l’Intérieur prononce la dissolution par décret de l'organisation. Les trente prévenus sont condamnés à des peines variant de 5 ans et trois mois à six mois de prison.
En 1974, 119 autres militants de l'organisation dissoute sont inculpés du même chef d'accusation. Clemente Graziani passe alors en clandestinité, s'exilant vers la Grèce, puis pour différents pays avant de se retrouver au Paraguay. Pierluigi Concutelli surnommé le « commandant », qui est arrivé dans le mouvement après la dissolution, devient le chef symbolique du mouvement. Le 10 juillet 1976, il assassine à Rome le substitut du procureur Vittorio Occorsio représentant du « bras armé de la Démocratie chrétienne » à ses yeux. Après avoir abattu le magistrat à coup de mitraillette, il revendique l'attentat en lançant des tracts de revendication avant de prendre la fuite. Le 13 février 1977, la maison où se cache Concutelli est cernée par les unités antiterroristes. Il se rend aux agents, déclarant être un soldat politique et un prisonnier politique

### Japon
Le début de la guerre froide verra la naissance de la mouvance Minzokuha (signifiant ethnicistes), une mouvance nationaliste japonaise s'inscrivant en faux face à une partie de la droite japonaise s'alignant sur des positions pro-américaines.
Les "ethnicistes" ont rejetés le qualificatifs de "droite" et se faisaient simplement appelés "nationalistes" et "ethnicistes".
Une caractéristique des affirmations politiques de ces nationalistes japonais était qu'ils critiquaient sévèrement la division du monde entre les États-Unis et l'Union soviétique, l'appelant le régime YP (abréviation de Yalta - Potsdam). Ils sont anti-nucléaires et souverainistes. Ils s'inspirent de la doctrine de Yukio Mishima et de la Nouvelle Droite japonaise. Ils utilisent également des méthodes que la droite japonaise n'utilise pas.
En Septembre 1981, l'Armée des volontaires du Front Uni est fondée, ses activités sont radicales, celle-ci prône le retrait des troupes américaines du Japon, le non-alignement international, le développement de l'armée alors limitée depuis la Seconde Guerre mondiale et la restauration de la souveraineté japonaise. L'Armée des volontaires prône la dissolution du régime en place et est proche du groupe Issuikai.

### Pérou
Au Pérou, le gouvernement militaire de Juan Velasco Alvarado de 1968 à 1975, instauré après le coup d'État péruvien de 1968, a été qualifié de période nationaliste révolutionnaire dans l'histoire du pays. Sous sa présidence, le nationalisme, ainsi que des politiques sociales qui s'adressaient aux Péruviens autochtones, telles que la nationalisation ou la réforme agraire, ont été adoptées.
Velasco avait une politique étrangère conflictuelle envers les États-Unis, alors qu'il poussait à la renégociation des traités et critiquait ce qu'il percevait comme une dépendance pernicieuse des États d'Amérique latine vis-à-vis des États-Unis. Sa politique nationaliste se caractérisait par un socialisme autoritaire, le dirigisme d'État et un sentiment antichilien très marqué. Tandis qu'il renforçait les relations péruviennes avec l'Union soviétique, Velasco était toutefois fermement anticommuniste. Sa politique étrangère a été qualifiée de « troisième voie ».
Les chefs du coup d'État ont nommé leur administration le gouvernement révolutionnaire des forces armées, avec Velasco à sa tête en tant que président.
L'administration de Velasco a exprimé le désir de rendre justice aux pauvres à travers un régime de nationalisation connu sous le nom de Peruanismo. Le règne de Velasco était caractérisé par des politiques largement social-démocrates, développementalistes et nationalistes indépendantes, qui visaient à créer une industrie nationale forte pour accroître l'indépendance internationale du Pérou.
La réforme agraire du Pérou sous Velasco était la deuxième plus grande réforme agraire de l'histoire de l'Amérique latine, après Cuba. Le régime de Velasco dû faire face à l'opposition des grands propriétaires.
Les relations entre les États-Unis et le Pérou sont tendues, voire hostiles, dès l'arrivée au pouvoir du général Velasco et de sa junte. Cela était dû aux politiques de tendance socialiste du gouvernement, mais aussi à la conviction de la part du public péruvien que les États-Unis favorisaient généralement d'abord d'autres nations, comme le Chili dans le contexte de leur conflit territorial, héritage du traité de Lima non-reconnu par les régimes péruviens et chiliens , ou la Colombie, dans le cadre de la médiation des États-Unis en faveur du traité Salomon-Lozano afin de dédommager le pays de sa perte du Panama.
Le 29 août 1975, un certain nombre d'éminents commandants militaires ont lancé un coup d'État contre Velasco dans la ville méridionale de Tacna, surnommée le Tacnazo.

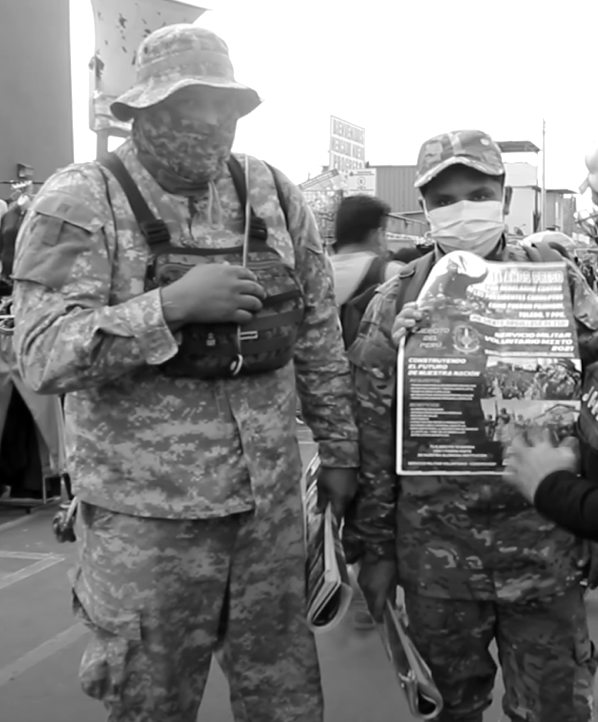
Des réservistes de l'ethnocacérisme demandent la libération d'Antauro en juin 2022 à Chimbote.

Dans les décennies qui suivirent, le mouvement Ethnocacériste, s'apparente à un nationalisme révolutionnaire amérindien, qui se développe parmi les populations amérindiennes du Pérou, caractérisée par l'ethnonationalisme qui évoque à la fois la puissance et l'identité de l'Empire inca ou Tahuantinsuyo, la projection d'un néo-Tahuantinsuyo, l'admiration pour la figure d'Andrés Avelino Cáceres, l'exaltation de la « race de cuivre » (Amérindiens) et les civilisations andines ainsi que le nationalisme des Forces armées péruviennes sous le gouvernement de Juan Velasco Alvarado, l'anti-chilianisme et l'Irrédentisme. Le principal pilier de l'ethnocacérisme est la revendication de la « race du cuivre » qui, selon les ethnocaceristes, devrait revenir régner sur le Pérou, ce qui ne s'est pas produit depuis l'arrivée des Espagnols au XVIe siècle.
Les ethnocaceristas conçoivent que le moteur de l'histoire est constitué par le facteur ethnoculturel et le facteur de classe, le premier étant prédominant, et ils reprochent aux marxistes de négliger la question raciale dans leurs analyses. Pour les ethnocaceristes il existe quatre races, la principale en « Abya Yala » (Amérique) étant la « race cuivre ». Les ethnocaceristas sont des antifascistes, des anticommunistes et des anticapitalistes, proclamant que « le communisme s'est approprié le concept-terme de socialisme, mais dans l'approche "ethnoculturelle"… Antauro Humala arrache le socialisme aux socialistes ». Les membres ethnocacéristes considèrent leur idéologie comme étant en dehors du spectre politique conventionnel, utilisant le concept de troisième position pour l'identifier, pour les membres de ce mouvement, leur idéologie n'est « ni à droite, ni à gauche, ni au centre, mais en bas ».

### Pologne

Drapeau de l'ONR-Falanga.

Ancien drapeau de la Falanga.

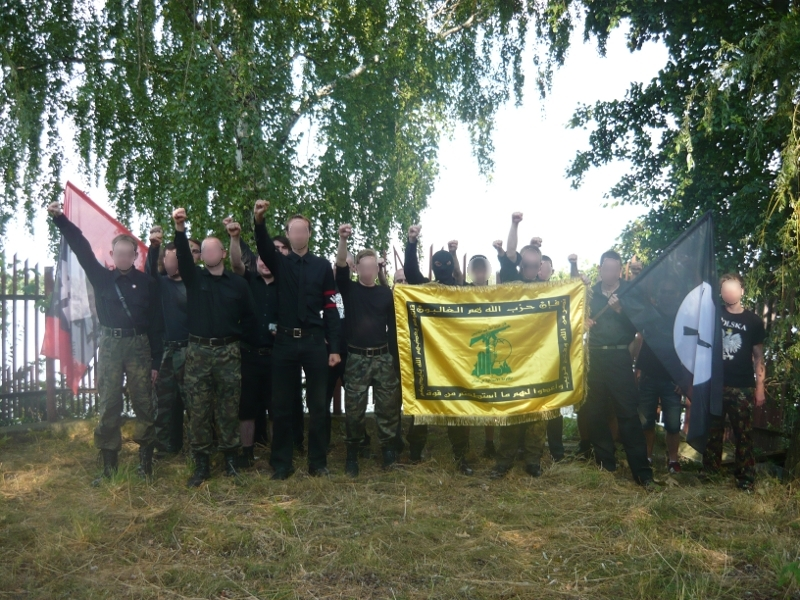
Assemblée jointe entre la Falanga et le Hezbollah.

En janvier 2009, Bartosz Bekier fonde l'organisation Falanga, issu d'une scission du Camp national-radical. Le mouvement fonde en grande partie sa doctrine sur la pensée national-radicale polonaise et l'anti-américanisme.
La Falanga soutient l'étatisme et le protectionnisme, le militarisme, le retrait de la Pologne de l'Union européenne et de l'OTAN et s'oppose à la légalisation de toutes les drogues.
En 2013, des volontaires de la Falanga auraient participé aux combats du côté des troupes de Bachar el-Assad pendant la Guerre civile syrienne, le journaliste polonais Tomasz Baliszewski note :

« Les participants de l'expédition en Syrie, c'est-à-dire les "nationalistes révolutionnaires polonais, les rédacteurs de Xportal.pl, les militants de l'organisation Falanga" et les anciens militants d'autodéfense, ont atteint ce pays dans la première quinzaine de juin. Les phalangistes, qui relatent cette visite sur leur site Internet, dans le conflit qui dure depuis mars 2011, sont résolument du côté des autorités étatiques dirigées par le président Bachar al-Assad. »

Les membres de la Falanga auraient également déclaré :

« Nous exprimons notre respect et notre admiration pour les structures du Hezbollah qui, debout aux portes du Liban, lutte contre l'impérialisme américain et le sionisme. Nous souhaitons de nombreuses victoires aux troupes opérant en Syrie contre la « rébellion » menée par l'Occident. »

Le mouvement prône l'Irrédentisme polonais et la partition de territoires ukrainiens dans les frontières de l'ancienne république de Pologne (y compris la partition de l'Ukraine par la Pologne, la Hongrie, la Roumanie et la Russie), le resserrement de la Pologne les relations avec la fédération de Russie, la république de Biélorussie d'Alexandre Loukachenko, la République arabe syrienne de Bachar el-Assad et avec la république islamique d'Iran.
Fin février 2022, quelques jours après le début de l'invasion de l'Ukraine par la Russie, leur serveur DNS Xportal a été désactivé par les services polonais.

### Russie
Les mouvements nationaux-révolutionnaires russes sont directement issus de la mouvance nationale-bolchévique.
Parmi l' émigration blanche des années 1920, les partisans du mouvement Smenovekhovstvo expriment des réflexions sur la possibilité de concilier le régime soviétique et l'émigration blanche nationaliste. Des idées ont été exprimées sur la possibilité d'une évolution du pouvoir soviétique vers le nationalisme, sur l'élimination des éléments « internationaux ».
Le mouvement Smenovekhovstvo, qui a promu le concept d'acceptation du régime soviétique et de la révolution d'octobre de 1917 comme une progression naturelle et populaire du destin de la Russie, quelque chose auquel il ne fallait pas résister malgré les incompatibilités idéologiques perçues avec le Léninisme. Le Smenovekhovstvo a encouragé ses membres à retourner en Russie soviétique, prédisant que l'Union soviétique ne durerait pas et céderait la place à un renouveau du nationalisme russe.
Les premiers succès de la Russie soviétique en politique étrangère ont été salués. Alexeï Tolstoï avait fait la connaissance du mouvement à l'été 1921. En avril 1922, il publia une lettre ouverte adressée au chef émigré Nikolaï Tchaïkovski et défendit le gouvernement soviétique pour avoir assuré l'unité de la Russie et pour avoir empêché les attaques des pays voisins, en particulier pendant la guerre soviéto-polonaise de 1919-1921.
Ces idées sont rapidement tombées en disgrâce car il n'y avait aucun signe réel de l'évolution du nationalisme en Union soviétique et l'URSS est restée internationaliste jusqu'à son effondrement en 1991.
Dans les années 1990, Édouard Limonov, Alexandre Douguine et Egor Letov sont devenus les principaux praticiens et théoriciens du national-bolchévisme. Selon le politologue V. Likhachev, « l'idéologie du national-bolchevisme a été générée, pour l'essentiel, par le philosophe Alexandre Douguine, et a été le produit d'une synthèse complexe d'idées pro-soviétiques, conservatrices-révolutionnaires et religieuses ».
Alors qu'un mouvement partisan en Russie formé par des groupes anarcho-communistes et néonazis s'adonnent à des actions de sabotage contre des cibles militaires russes, notamment de ravitaillement en armes, dans le contexte de la guerre russo-ukrainienne, les nationaux-révolutionnaires russes, ainsi que d'autres tendances, groupes et partis du nationalisme russe, soutiennent l'effort de guerre russe au nom de l'union sacrée.
En 2022, l'attentat contre Daria Douguina, fille du théoricien nationaliste russe Alexandre Douguine, est massivement condamné par les mouvements nationalistes-révolutionnaires, Daria Douguina est alors considérée comme une martyre par de nombreux nationalistes-révolutionnaires,.

## Postérité
Des nationaux-révolutionnaires ont déjà obtenus le pouvoir deux fois en Bolivie (1943-1946 puis 1952 à 1964) et une fois Pérou (1968-1975). Ces gouvernements furent ciblés par les États-Unis.
En Allemagne ils ont ouvertement affrontés la république de Weimar, le régime nazi, la République fédérale allemande capitaliste et la République démocratique communiste.
Selon l'historien allemand Gerhard Schulz (de), s'ils avaient été des opposants à la république de Weimar dès le début, ils étaient également restés des opposants au système national-socialiste et, aux côtés des religieux persécutés, des communistes et des sociaux-démocrates, ils avaient formé le quatrième élément significatif de la résistance permanente.
Les mouvements français ont notamment influencés de nombreux mouvements différents. Ils sont notamment à l'origine de la Mouvance identitaire. Certains mouvements identitaires sont restés proches de la mouvance quand d'autres ont fait directement scission comme Génération identitaire.
La théorie allemande de «l'orientation à l'est» et son antioccidentalisme a également influencée la mouvance national-révolutionnaire russe et la mouvance néo-eurasiste d'Alexandre Douguine et du Parti Eurasie.
En France, le mouvement national-révolutionnaire fait partie des idéologies à l'origine de la Mouvance identitaire, plus précisément d'Unité Radicale, toutefois le mouvement national-révolutionnaire et la mouvance identitaire vont très vite diverger, Stéphane François note :

« De fait, la mouvance identitaire naissante passe, entre 1995 et 2003, d’un discours fustigeant « l’impérialisme américain » en tant qu’ennemi principal hérité de l’extrême droite nationale-révolutionnaire des années 1960 à 1980, à un combat contre l’islamisme et l’immigration musulmane. »

Patrick Edery note que si les nationaux-révolutionnaires n'ont aucun poids électoral, ils ont une influence idéologique non-négligeable sur des mouvements de droite et de gauche, ce qui signifie qu'ils ont des idées attrape-tout.
En Italie, ces mouvements sont issus d'une rupture avec l'héritage du fascisme-régime et sont à l'origine du mouvement «traditionaliste-révolutionnaire» qui restera toutefois très minoritaire dans la droite italienne. Toutefois, ils diffuseront les théories évoliennes et de René Guénon, ils sont généralement très distincts des autres mouvements. Ils ont toutefois influencés des mouvements français, comme leur slogan ou leurs centres sociaux mais leur influence est minime sinon inexistante dans les autres pays. C'est Pour une jeune Europe qui utilisa pour la première fois le slogan « Europe, Jeunesse, Révolution ! » (inspiré du slogan « Europa, Italia, Rivoluzione ! » des jeunes militants du Fronte della Gioventù italien), destiné à une longue popularité dans les milieux nationalistes radicaux.
En Russie, ces mouvements ont influencés de nombreux mouvements dans le monde, particulièrement les nationaux-révolutionnaires français, faisant monter une certaine russophilie dans certains milieux qui refusent le monde unipolaire sous domination des États-Unis.
Le terme « nationaliste-révolutionnaire » a pu être utilisé par des groupes néo-nazis pour cacher leurs idées devant le grand public, ce qui a déclenché l'hostilité des nationaux-révolutionnaires.

## Avis, critiques et répressions

### Avis
Certaines études scientifiques anglophones considèrent l'organisation nationale-révolutionnaire Falanga comme une organisation terroriste ou d'« organisation potentiellement terroriste ».

### Répressions
Sous le Troisième Reich, des persécutions ont touchés les nationaux-révolutionnaires allemands qui, dans le milieu nationaliste allemand, refusaient de s'allier au régime d'Adolf Hitler et condamnaient le régime, provoquant des arrestations et des meurtres de nationaux-révolutionnaires par les nazis.
En France, plusieurs mouvements ont été interdits par les différents gouvernements de la Ve République, entre autres Unité radicale et Bastion social.
Au Pérou, les partisans nationaux-révolutionnaires de Juan Velasco Alvarado ont été purgés de l'armée péruvienne sur ordre de Francisco Morales Bermúdez.
En Pologne, plusieurs membres de la Falanga ont été accusés en 2019 d'avoir commis un acte terroriste en Ukraine devant un tribunal à Cracovie.
En 2019, la Convention internationale sur l'élimination de toutes les formes de discrimination raciale (ICERD) a présenté des recommandations à la république de Pologne sur la mise en œuvre des dispositions de la Convention internationale sur la discrimination raciale de 1966, dans lesquelles elle exigeait que la Pologne interdise et criminalise la Falanga.

## Symbolique

Aigle de Widerstand, devenu symbole d'une partie de la mouvance NR.
Le marteau, l'épée et la faux, symbole du Groupe des nationalistes sociaux-révolutionnaires.
Le Drapeau noir, parfois utilisé par des nationaux-révolutionnaires, symbolisant la Résistance (politique)[43].
Drapeau de Xportal

### Publications nationale-révolutionnaires
- Gedanken über deutsche Politik, Widerstands-Verlag, Ernst Niekisch, 1929
- Hitler, une fatalité allemande (titre original : Hitler ein deutsches Verhängnis), Ernst Niekisch, 1932
- Das Reich der Niederen Dämonen, Ernst Niekisch, 1957
- Bürgerlichkeit und Deutschtum. In: Neue Standarte. Arminius, Kampfschrift für deutsche Nationalisten, Friedrich Hielscher 1926, S. 5
- Le manifeste national-bolchevique, Karl Otto Paetel, 1933
- The Political Soldier - A Statement, Derek Holland, 1984 M. A. Lee, The Beast Reawakens, London: Warner Books, 1997
- Un empire de 400 millions d'hommes, Jean Thiriart, Bruxelles, 1964 [rééd. Avatar, 2007]
- La Grande Nation : l'Europe unitaire de Brest à Bucarest, Jean Thiriart, Bruxelles, 1965 [rééd. Ars Magna, 1990].
- L'Empire euro-soviétique de Vladivostok à Dublin, Jean Thiriart, Nantes, Ars Magna, 2018.
- J'ai vécu la résistance palestinienne, Roger Coudroy, OLP - Centre de recherches, Beyrouth, 1969, 87 p.
- La désintégration du système, Padoue, Ar, 2000 [1969], Franco Freda, trad. française: Totalité 1980.
- Sur la Libye de Kadhafi et l'imbécilité droitiste, Jean-Louis Duvigneau, Philippe Baillet, 1978
- Les Rats maudits. Histoire des étudiants nationalistes 1965-1995, Frédéric Chatillon, Thomas Lagane et Jack Marchal (dir.), Éditions des Monts d'Arrée, 1995  (ISBN 2-911387-00-7)